# 美索不达米亚
美索不达米亚是古希腊对两河流域的称谓，μεσο意为中间，ποταμός为古希腊文中河流（阿拉伯語：بِلَاد ٱلرَّافِدَيْن）之意，转化成「（两条）河流中间的地方」。这两条河指的是幼发拉底河和底格里斯河，在两河之间的美索不达米亚平原上产生和发展的古文明称为两河文明或美索不达米亚文明，它大体位于现今的伊拉克，其存在时间从公元前4000年開始直到公元前2世纪，是人类最早的文明。
由于这两条河流每年出現氾滥，所以下游土壤肥沃，富含有机物和矿物质；而水源和肥沃的土壤為种植粮食的必需品，因此成为孕育文明的基础。但同时由於该地气候干旱缺水，所以当地人公元前4000年就开始运用灌溉技术，为当地带来大规模的人力协作和农业丰产。经过数千年的演化，美索不达米亚于公元前2900年左右形成成熟文字、众多城市及周围的农业社会。
由于美索不达米亚缺少天然屏障，所以在几千年的历史中有多个民族在此经历接触、入侵、融合、復興的过程。苏美尔人、阿卡德人、阿摩利人、亚述人、埃兰人、喀西特人、胡里特人、迦勒底人等其他民族先后进入美索不达米亚，他们先经历史前的欧贝德、早期的乌鲁克、苏美尔和阿卡德时代，后来又建立起先进的古巴比伦和庞大的亚述帝国。迦勒底人建立的新巴比伦将美索不达米亚古文明推向鼎盛时期。但随着波斯人和希腊人的先后崛起和征服，已经辉煌几千年的文字和城市逐步被荒废，接着渐渐为沙尘掩埋，最后在阿拉伯世代，被人们所遗忘。直到19世纪中期，伴随考古发掘的开始和亚述学的兴起，越来越多的实物被挖掘出土，同时楔形文字逐渐被破解，尘封18个世纪的美索不达米亚古文明才慢慢呈现在当今世人面前。
轮子、青铜器、苏美尔人于公元前3200年左右发明的楔形文字、公元前2100年左右尼普尔的书吏学校、三四千年前苏美尔人和巴比伦人的文学作品、距今2600多年前藏有2.4万块泥板书的亚述巴尼拔图书馆、有前言和后记及282条条文构成的《汉摩拉比法典》、有重达30万多吨的人面带翼神兽守卫的亚述君王宫殿、古巴比伦人关于三角的代数的运算、公元前747年巴比伦人对日食和月蚀的准确预测、用琉璃砖装饰的新巴比伦城和传说中的巴别塔和巴比伦空中花园，以及各时期的雕塑和艺术品，这些成就都属于在美索不达米亚这个地區裡那些曾經輝煌的古老文明們。

## 地理

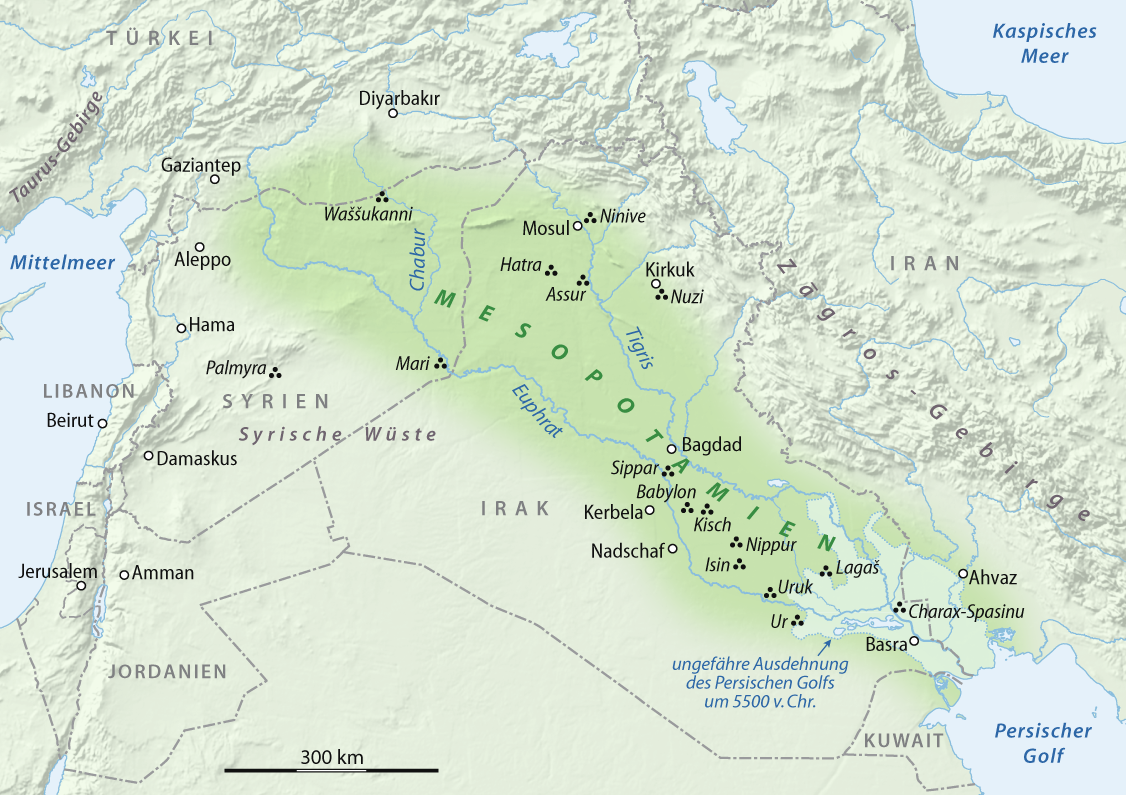
古代美索不达米亚

美索不达米亚地区基本由沙漠、山峦和大海环绕而成；其西边是叙利亚沙漠，北部是土耳其的托罗斯山脉，东部是伊朗的扎格罗斯山脉，南边滨临波斯湾。幼发拉底河和底格里斯河发源于土耳其东部的山脉和高地，随后几乎平行地向南流入波斯湾，沿两岸形成的沖积平原就是美索不达米亚。以今天的巴格达为界，可将美索不达米亚分为南北两部分，即北部的亚述和南部的巴比伦尼亚。划为亚述的北部地形为高地，自然资源和降雨相对丰富，以这里为中心，在前1600年产生名为亚述的军事帝国；而划为南方的巴比伦尼亚地形为低地，缺乏石头、木材、金属之类的材料，此地年降雨量不足200毫米，当地人们使用灌溉进行农业生产，丰收的农产品使城市得以发展，此地区于前3500年左右，产生苏美尔文明：包括初期的乌鲁克城市文明、苏美尔早王朝时期和阿卡德帝国；前2000年左右，苏美尔文明一度衰落，不过南方后来兴起的巴比伦继承苏美尔的文明，并成为该地区的中心城市。追溯苏美尔之前的人类文明时，可以看到前第7千纪至前6千纪的遗址：美索不达米亚北部的哈苏纳、中部的萨迈拉、稍晚的北方哈拉夫、及更晚的南部欧贝德。欧贝德位于公元前第4千纪和公元前第3千纪的滨海地区，后来该地区变为陆地，幼发拉底河和底格里斯河也逐渐汇聚在一起，成为今天的阿拉伯河后流入波斯湾。

## 历史

欧贝德时期地图

### 史前时期 前8000年－前5900年
公元前8000年左右，欧贝德人的祖先驯化动植物；于是在古代近东地区，人类由原本狩猎采集的生活方式，逐渐过渡到基本定居生活，这也是目前已知的人类最早的定居生活。不过这种定居生活经历长期的适应过程。在美索不达米亚东北部的莫耶，从公元前7000年地层处，考古学家发现新石器时代的村落，从其中出土石制锄头、人工种植的大麦、小麦和各种豆荚，还有驯化的山羊和绵羊的骨头；从同一地层还出土大量野驴和瞪羚的骨头及蜗牛、橡树子、阿月浑子等采集物；这说明该处是一个正处于过渡时期的定居点，此处的人们在初期尝试种植和畜牧的同时，继续保持着原本的狩猎采集生活方式。考古发现表明，前7000年-前6000年在美索不达米亚，出现多处繁荣的文化。从哈苏纳最底层出土箭头、石器、骨器工具和简陋陶器；而从较浅地层则发现食物储藏室、石磨、烤面包的简易炉灶、大量农具和牛、羊和驴的骨头，同时还发现更为精细的萨迈拉陶器。在遍及该区域的许多遗址中，出土前5700年的精美的哈拉夫陶器，这表明当时的不同地区已经存在贸易往来。在萨迈拉，考古学家还发现前6000年的灌溉渠。这些发现表明在公元前6000年左右的美索不达米亚，人类已经掌握农业和灌溉技术，而这是在冲积平原南部被称为苏美尔的地区定居所必需具备的两项条件。

### 欧贝德时期 前5900年－前4000年

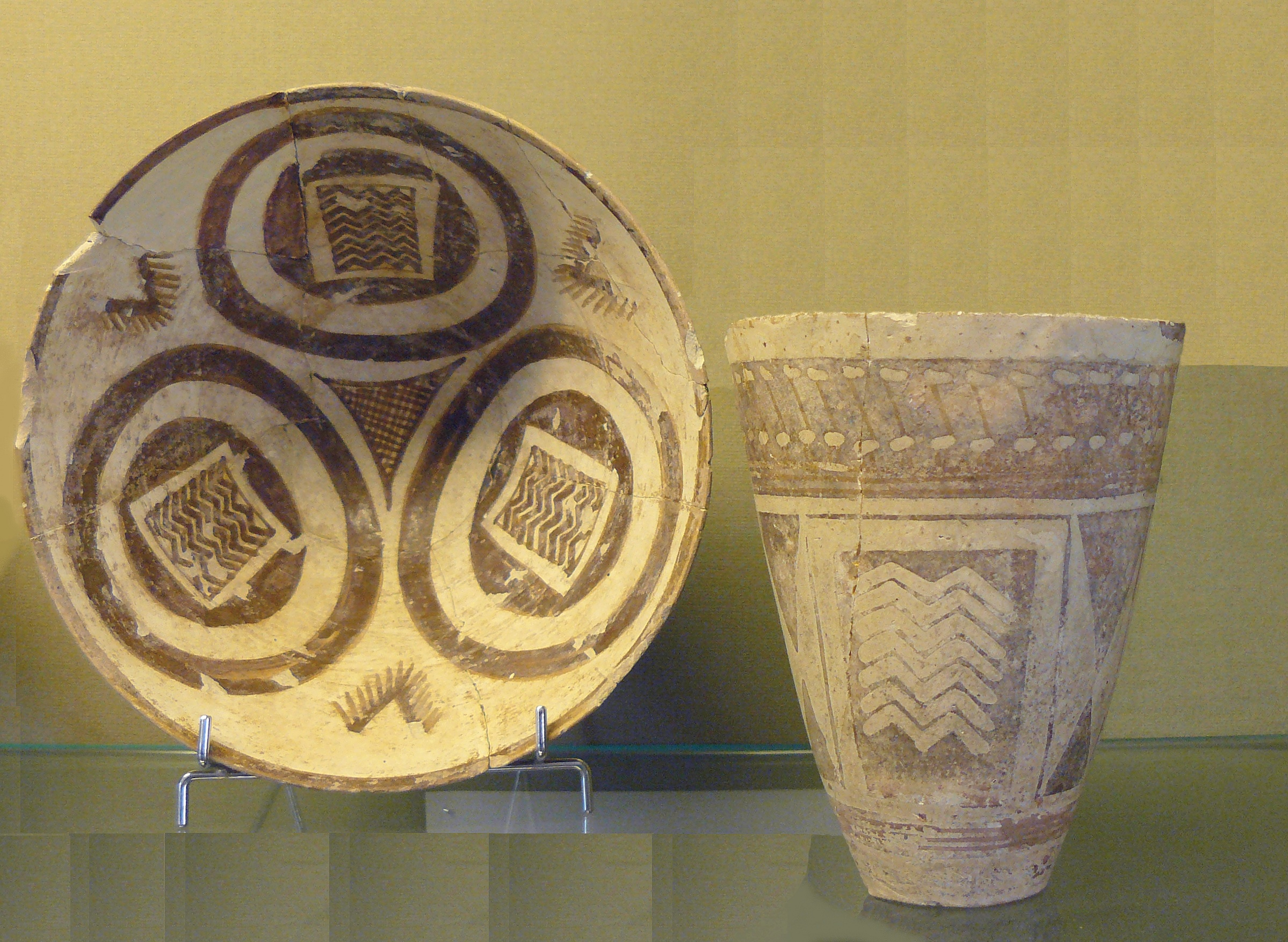
伊朗境内出土的欧贝德时期陶器

前6000年，从幼发拉底河和底格里斯河冲积平原上产生的农业社会和北部过渡时期的文化同时并存。被称为欧贝德文化的人们从幼发拉底河引水灌溉农田，人们生活在小村庄中，住着泥砖坯堆砌的小屋，使用陶质生活用具。欧贝德时期的陶器呈淡黄色或淡绿色，经常装饰有棕色图案。同样年代的陶器在乌尔和埃里都等地也有出土，因为风格和欧贝德相同，考古学家将其也归入欧贝德时期。根据陶器的风格为线索，我们可以发现当时欧贝德文化沿今天的科威特的东海岸传至伊拉克北部，之后向西穿过叙利亚，直到地中海沿岸。根据比较发现，欧贝德陶器在南方已经不用后，北方仍在使用，考古学家据此推测美索不达米亚南方的文明进程应领先于北方。欧贝德时期的一些遗址的发掘表明，当时因为灌溉农业的丰产，已经有多余的农产品，用于交换其他产品，由此产生社会分工，这就意味着更多的人可以聚居，农村将变为城市，社会等级也会更加分明。考古学家发现欧贝德时期的埃里都有12座神庙叠建于同处，说明此时神庙已经成为城市的中心。这些发现表明在欧贝德后期，当地已经具备成熟城市所需的条件。

### 乌鲁克 前4000年－前3000年

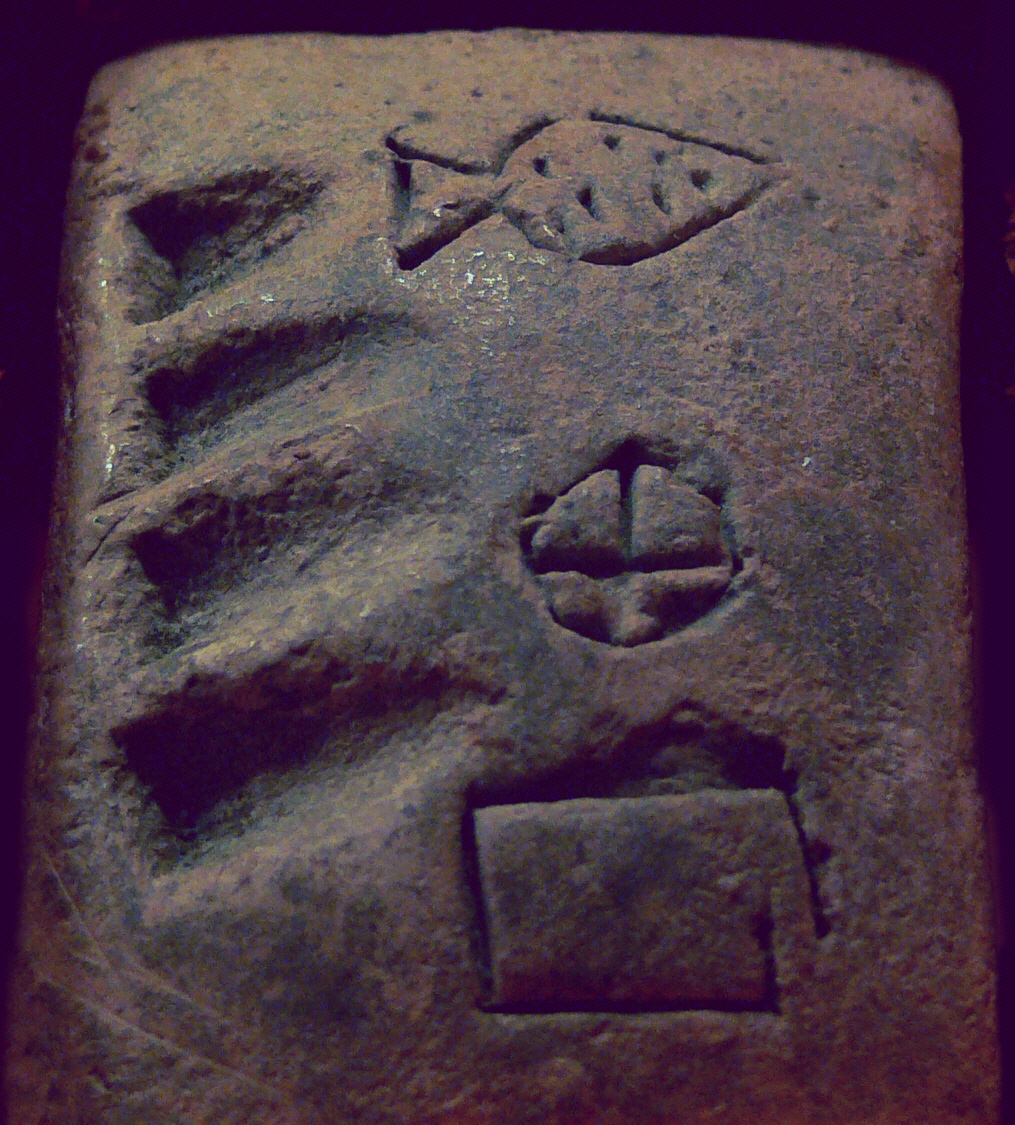
乌鲁克出土 前3200年的文字 左边刻得深的是数字4，右边的象形符号代表物品。

公元前第4千纪中期，美索不达米亚北部气候变得凉爽干燥，降雨减少，不适于依赖降雨的农业耕种，北部居民向南迁移。而此时的南部修建巨大的灌溉工程，灌溉农业进一步发展。前3500年左右，城市文明在两河流域的下游苏美尔产生，代表城市为乌鲁克，该城占地面积约100公顷，人口数千，建筑材料为砖窑烧制的土砖。那里等级分明，出现职业官吏和神职人员，政治和宗教上层人物统治着整个社会。乌鲁克政府向平民征税，并征用劳力修建公共工程，以维持政权。平民得到的回报则是在神庙得到精神上的慰籍，并拥有购买日用品及外国商品的机会。乌鲁克时期的各个城市里都有令人瞩目的神庙，神庙是苏美尔社会的核心。按当时的信念，人的任务是供养神，并且每座城市属于不同的神，比如乌鲁克是主管天空的大神安努和丰产女神伊南娜的城市，尼普尔是大神恩利尔的城市，而埃里都则是水神恩基的城市。
伴随商业和贸易的迅速发展，前3200年左右，第一种文字在乌鲁克产生。这种被称为楔形文字的书写体系，将简单的象形符号刻在泥土板上，广泛应用于纪录商贸活动。其中年代最早的样品为前3300年，纪录粮食、啤酒和牲畜的具体数量。这一时代还完善青铜冶炼并伴随犁、战车和帆船的发明，同时出现大量美索不达米亚特有的滚筒印章。乌鲁克沿河建立商业殖民地，并且其文化影响扩散到波斯、叙利亚、小亚细亚、埃及和巴勒斯坦。

### 早王朝时期 前3000年－前2350年

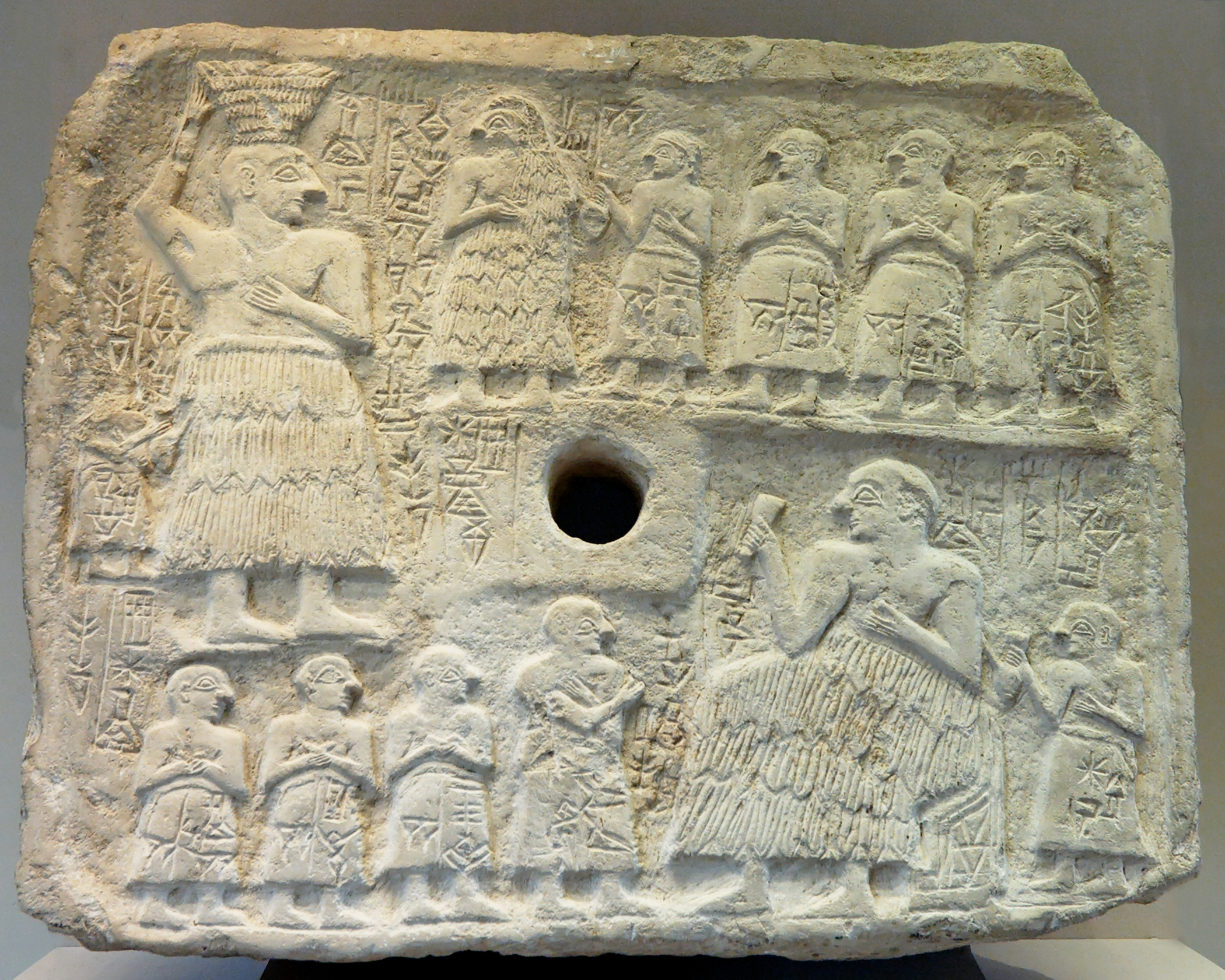
前2550－前2400年 国王乌尔南什与家人，上部是国王头顶砖土，下部国王正畅饮庆祝神庙落成。

继乌鲁克之后，苏美尔出现其他城市。灌溉系统带来成功的农业发展，为新兴的城市带来繁荣。前3000年开始，苏美尔产生3000个左右小城邦，并以12个主要城市为中心发展起城市联盟。所有苏美尔人都敬奉相同的神灵，但每个城邦分别有自己的保护神和统治王朝。为了争夺水源和有利的商业点，城邦之间经常发生冲突。基什、拉格什、烏瑪、乌尔和其他城邦长期血腥战争。这个时期被称为早王朝时期。由于频繁的战争，普通公民的人权和自由受到限制。拉格什的统治者没收土地所有权并挪用神庙资金来供养战争。在和平时期统治者也同样征收苛捐杂税，从养羊到生产香料无一例外。当时规定，如果丈夫与妻子离婚，他将付给统治者5个谢克尔；如果一个人死了，官员将参加他的葬礼以攫取一部分殉葬品。基什城邦在早王朝中期曾一度称霸。
神庙是每个城市的核心，也是最重要的社会组织结构，同时占有最多的土地。出土文献中记录很多与神庙土地有关的交易。当时通常情况下，国王是神在人间的代表，也是神庙的首领，负责修建神庙，并给神献祭和供奉。国王的此种角色在当时和后来的文献和艺术中均有反映。
前2400年左右，一名开明君主乌鲁卡基那登上拉格什王位，他发誓“决不会把弱者和守寡者交给强者任意处置”。例如一个富人要购买一个穷邻居的房屋，却不肯给出公道的价格，那么“这位‘大人物’不能从小平民那里强夺房屋”。不过未满10年，已经和拉格什进行几百年战争的温马，战胜乌鲁卡基那并将他赶下台，温马此时的统治者卢加尔扎克西一度依靠军事力量统治整个苏美尔甚至更远的地区。

### 阿卡德时期 前2350年－前2193年

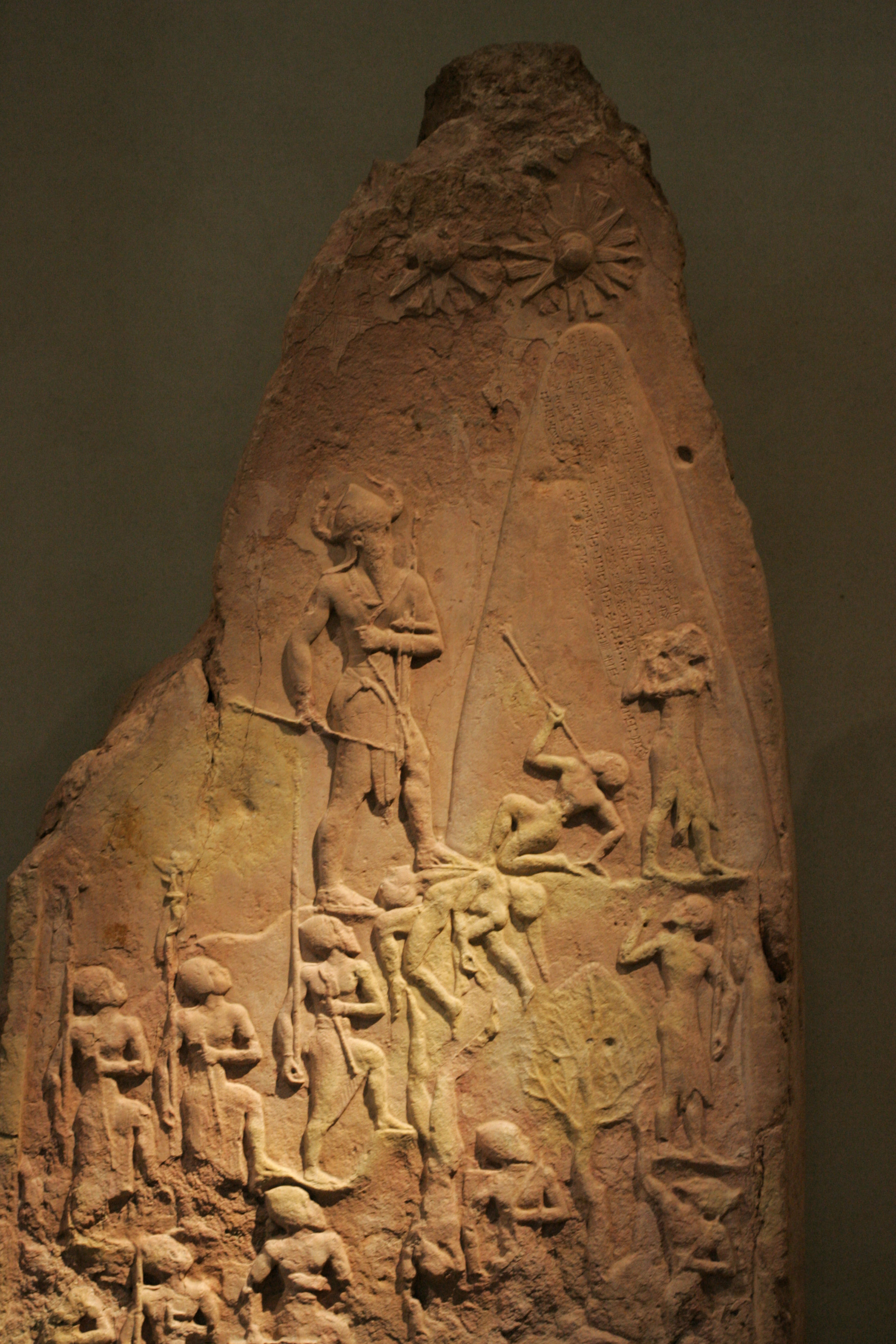
前2500年－前2000年 头戴牛角帽的是自称为神的纳拉姆辛，牛角帽是神的象征，树木、山石与人物融合是艺术史上的首创。

前2334年阿卡德人萨尔贡开始他的征服历程，很快他击败并俘虏卢加尔扎克西，建立阿卡德王朝，萨尔贡在位55年，结束苏美尔城邦之间的長年征战，在整个美索不达米亚地区建立第一个帝国——阿卡德帝国，都城为阿加德。萨尔贡这位传奇君主可能是一位篡权者，因为“萨尔贡”在阿卡德语中意思为“合法的”或“正统的君主”，通常一位正常继位的君主不会使用这样一个称号。尽管如此，他还是以其功业成为后来亚述和巴比伦君主效仿的偶像。萨尔贡死后，他的两儿子先后即位，帝国发生叛乱与镇压；萨尔贡的孙子纳拉姆辛是阿卡德帝国的另一位显赫君主，他于前2292年左右即位，在位36年，罕见的自称为神，大部分年月都在平息内部叛乱和周围地区的征战中度过。甚至有铭文中记载，纳拉姆辛在一年竟打了9次胜仗。阿卡德帝国从萨尔贡开始，到纳拉姆辛的儿子沙尔卡利沙利结束，共经历5位国王，前后不到200年时间。帝国一度向东征服埃兰的一部分并扩展至库尔德斯坦，北部远至小亚细亚，向西征服幼发拉底河中游的马里和叙利亚古国埃卜拉，打开通往地中海的商路，并与南方的波斯湾国家战争，发展同古代的印度河平原、阿曼和巴林的海上贸易。
纳拉姆辛死后阿卡德帝国面临内部叛乱、边疆独立以及周边民族的侵袭。末代君主沙尔卡利沙利在危机中统治25年。大约前2193年，末代君主去世，帝国崩溃，到处陷入无政府状态，据《苏美尔王表》记载“（到底）谁是国王？谁又不是国王？”来自伊朗高原的古提人在混乱中进入这个国家，阿卡德帝国溃散，都城阿加德被毁，考古学家至今尚未找到其遗址。

### 新苏美尔时期 前2193年－前2004年

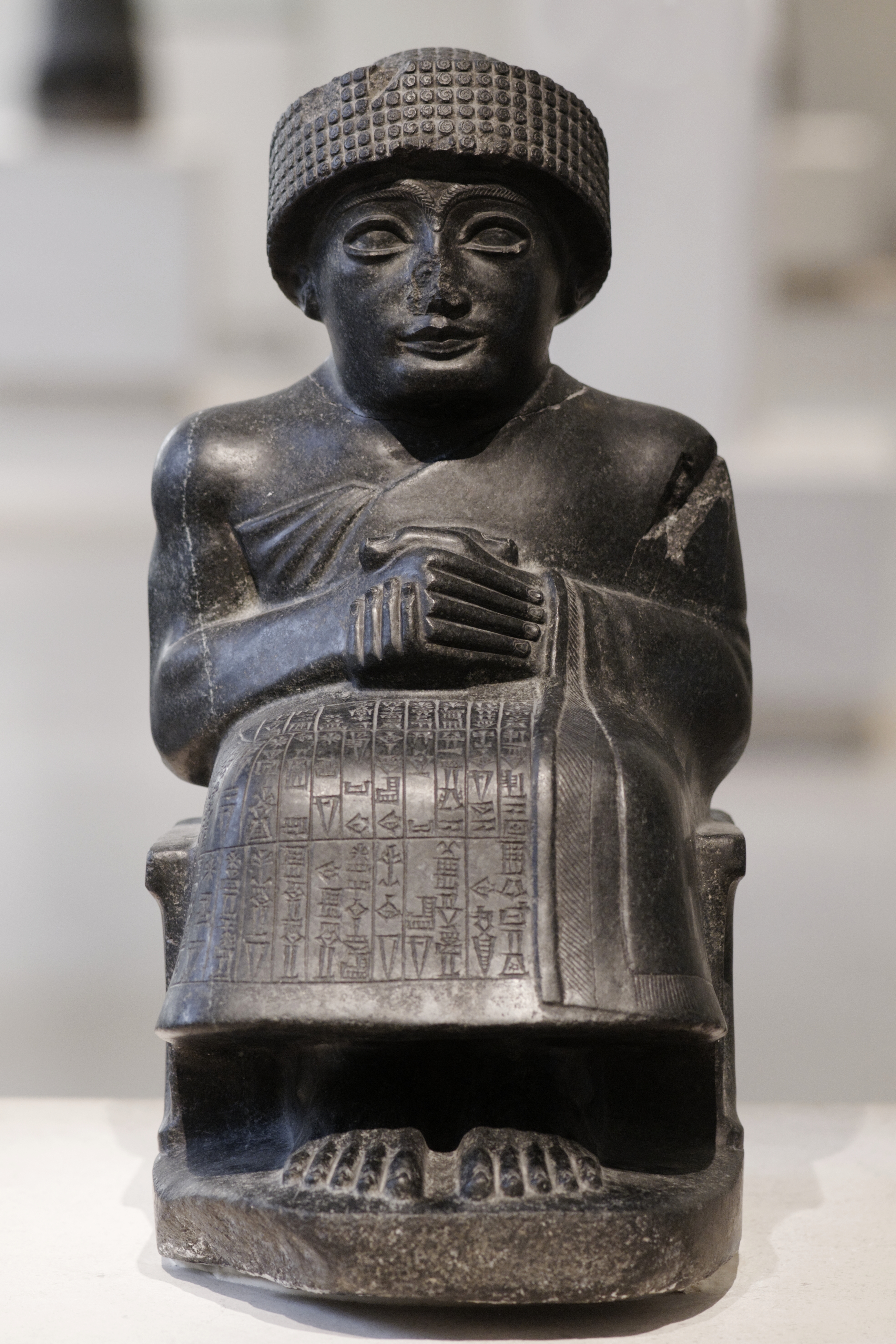
前2100年 古地亚正坐着研究膝上的神庙设计图

#### 古提王朝
《苏美尔王表》记载21位“古提游牧民族”君主在美索不达米亚统治近一个世纪，但鲜有历史遗存，历史学家由此估计他们未对两河流域的城市文明造成太多影响。萨尔贡王朝灭亡后，拉格什城邦获得一些自治权。前2140年拉格什统治者古地亚开始修建象征独立的神庙，建立拉格什第二王朝。

#### 乌尔第三王朝
前2120年，古城乌鲁克国王乌图西加尔成功复兴，他在南方盟友的帮助下将古提人驱逐出苏美尔，并俘获古提人的末代君主梯里根。由于王权又重归苏美尔人的手中，所以历史学家称之为“新苏美尔时期”。乌图西加尔不明不白的意外去世后，由他任命的乌尔总督乌尔纳姆于前2112年左右登上苏美尔的王位，《苏美尔王表》中将这个时代成为“乌尔第三王朝”，表示王位第三次归于乌尔。
乌尔纳姆在位期间将乌尔扩建至70公顷，并修建巨大的城墙，开凿新的运河，新建和修复遍布全国的神庙。其中最大的，也是迄今保持最完好的神庙是献给月神南纳的大金字塔形神庙——吉库拉塔。乌尔纳姆还制定迄今发现的最古老的《乌尔纳姆法典》。乌尔纳姆王朝的组织比萨尔贡王国更加严密，中央集权的统治下事事都向最高统治者汇报——从劳动者的日薪等级，一直到国家啤酒厂的啤酒浓度。
乌尔纳姆在位18年后死于战场，接着由其子舒尔吉继承王位，舒尔吉在位48年。此后据《苏美尔王表》记载：“阿马尔辛，舒尔吉之子，在位9年；舒辛，阿马尔辛之弟，在位9年；伊比辛，舒辛之子，在位24年。”伴随频繁更替国王而来的，是舒尔吉时代分封贵族对乌尔的分离，及幼发拉底河的改道和土地的盐碱化，在伊比辛统治的第七年，首都发生饥荒，粮价涨了60倍。于此同时大量阿摩利人从叙利亚和阿拉伯半岛迁入，对其统治造成严重影响。从舒辛统治末年就对乌尔构成威胁的埃兰人，最终于前2004年攻陷这座都城，并掳走末代君主伊比辛。

### 阿摩利人和古亚述 前2004年－前1600年

#### 伊辛－拉尔萨时期
乌尔陷落后，再也没有成为政治中心。美索不达米亚南部的巴比伦和北方的亚述将兴起并取代它的地位。在新苏美尔时期结束后，美索不达米亚再次陷入城邦纷争，南方主要城邦为伊辛和拉尔萨（“伊辛－拉尔萨时期”由此得名），北部主要城邦则为亚述古城和马里。讲闪米特语的阿摩利人自从前3000年就由叙利亚涌入这一地区。他们越过苏美尔人修建的名为“阿摩利人的抵御者”的防护墙，来到此地定居后使用阿卡德语并吸收了当地文化。前1932年，阿摩利人在拉尔萨创立首个王朝，从此阿摩利人开始成为此地区的统治者。

#### 古亚述
公元前19世纪末至公元前18世纪初的第39位亚述君主，阿摩利人沙姆希阿达德一世利用马里内部的宫廷阴谋，控制马里，接着征服尼尼微和厄比尔，并将美索不达米亚北部纳入他的王国疆域。王国的都城位于叙利亚东北部的舒巴特－恩利尔（Shubat-Enlil）。他在亚述古城重修神庙，并将此神庙由原来供奉恩利尔神改为供奉亚述尔神。
在沙姆希阿达德一世去世后，马里的合法继任者夺回王位。对于古亚述的历史，考古发现很少，不过在土耳其中部的灰山发现亚述商人的聚居点，根据出土的泥板书得以了解当时的商贸情况。亚述商人用驴队将锡和布匹运抵安纳托利亚并换回白银。有时他们也走私8倍于黄金价格的铁，因为当时还不能从矿石中炼铁，铁仅仅来自陨石。

#### 古巴比伦王国
前1792年即位的巴比伦国王汉摩拉比是另一位阿摩利统治者，他在位前30年主要工作为修建神庙、防御墙和灌溉渠，但在拉尔萨这位强大对手背叛盟约后，汉摩拉比向它发起挑战，并在一年内击败了它，在接下来的十年中，汉摩拉比使用他精良的步兵控制包括马里、尼尼微和亚述在内的大部分美索不达米亚地区，使得古巴比伦王国达到鼎盛。巴比伦由此成为美索不达米亚的政治文化中心，马尔杜克作为巴比伦的主神，地位急速上升，在后来他将代替苏美尔人的恩利尔成为王国的主神。《汉谟拉比法典》是这位杰出君主留给后世的著名遗产。漢摩拉比死后，古巴比伦帝国存在一个半世纪，到前1595年被一支赫梯军队所灭。

### 喀西特人、胡利安人和亚述中期 前1595年－前934年

#### 喀西特王国
赫梯人攻陷并洗劫古巴比伦后，立刻离开并回去平息一场宫廷叛乱。此时的政治真空由喀西特人在此建立的王朝来填补。喀西特人于汉谟拉比去世后9年开始大量移居美索不达米亚平原，他们可能来自东部的扎格罗斯山区，其部分統治者有印歐人的名字，采用当地的宗教、文化和语言，但始终被认为是异邦人。他们以尊重当地宗教和文化的方式统治巴比伦400年，期间历史遗存很少，不过他们于前14世纪晚期重新开凿乌尔等位于巴比伦下游城市的灌溉渠，这些城市当时已被废弃300多年，原因可能在于汉谟拉比的儿子萨姆苏伊卢纳，在其统治时期从上游控制叛乱城市的水源，因而造成淤积的泥沙阻塞水道。

#### 米坦尼王国
胡利安人从前第三千纪期间从外高加索向南迁移，他们在从叙利亚和美索不达米亚北部建立幅员辽阔的米坦尼王国，并于前15世纪末达到鼎盛。在米坦尼称霸的年月里，亚述和其他北部城市都沦为其附庸。

#### 中亚述时期
前14世纪中叶，米坦尼国王遭暗杀后，赫梯人和亚述国王阿淑尔乌巴里特一世趁乱瓜分米坦尼王国，这成为亚述中期开始的标志事件，亚述由此走向该地区的霸主地位。前13世纪亚述最有成就的国王是图库尔蒂－尼努尔塔一世，他于前1225年攻占由喀西特人统治的巴比伦，由此巴比伦和亚述开始成为美索不达米亚平原上两个始终相互影响的大国，亚述依靠强大的军事实力支配北方，巴比伦则以其深厚的文化影响南方。前1200年左右，强大的赫梯被来自于巴尔干半岛的侵略者弗里吉亚人所灭，为即将崛起的亚述腾出政治空间。在前12世纪，提格拉特帕拉沙尔一世巩固亚述的边疆，并进一步将军队推进到今黎巴嫩的地中海边。在他死后，亚述的西部受到阿拉米部落的袭扰，帝国随之进入动荡和衰退期，直至前10世纪末，亚述逐渐抵达了最低谷。

### 新亚述时期 前934年－前605年

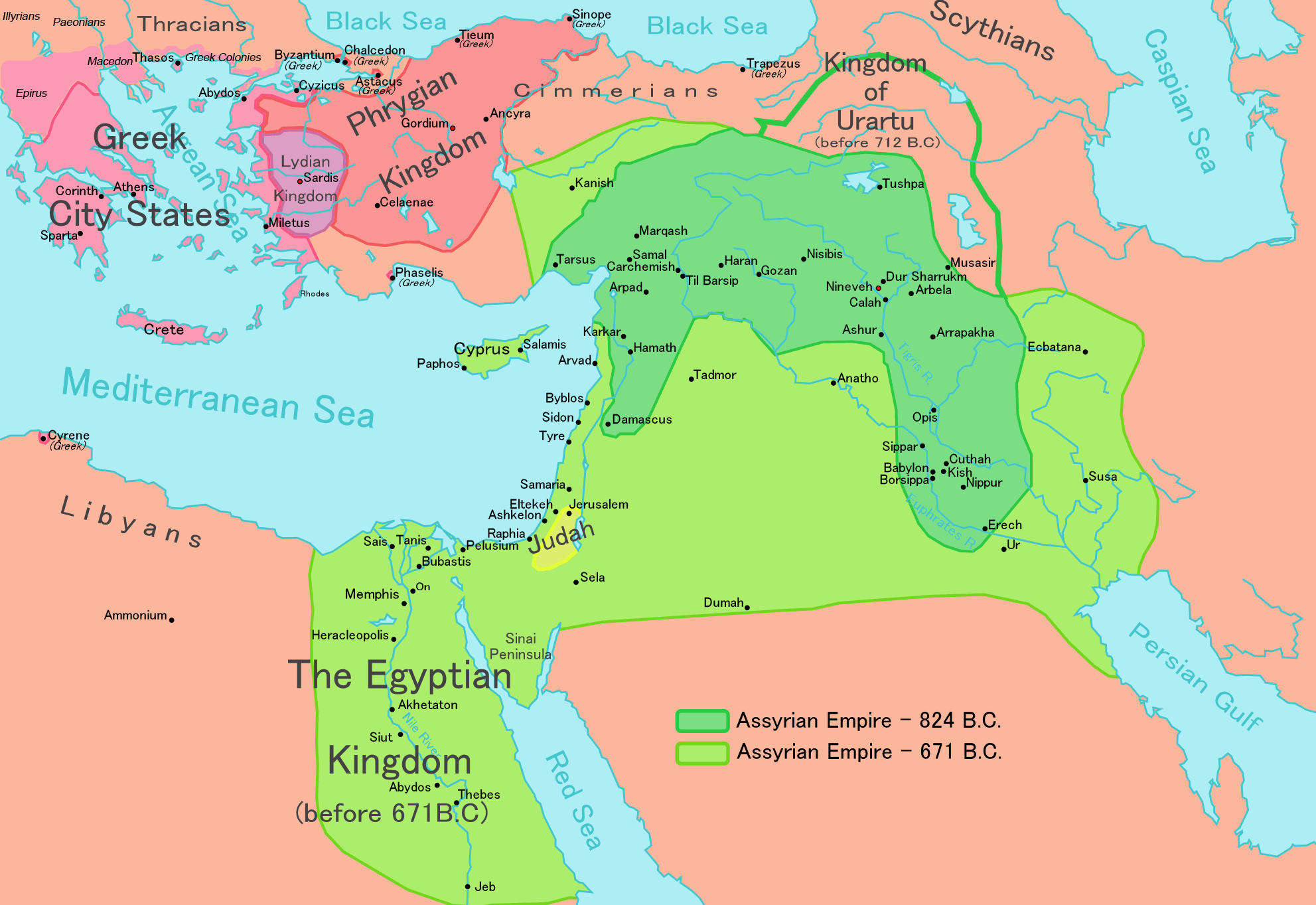
新亚述时期及其扩张

前911年国王阿达德－尼拉里二世开始西征，他和他的后代驱逐游牧民族，收复亚述200年前丧失的疆土。前9世纪早中期，阿淑尔纳西尔帕二世已经使亚述成为美索不达米亚北部的强国。亚述接连不断的残酷无情的统治者以征服、劫掠和将战败民族大规模流放的方式，不断震慑和击败邻国，并将新的土地纳入自己的帝国版图，由此走向复兴之路。前828年沙尔马那塞尔三世统治末期，亚述发生大规模王室叛乱，尼尼微和亚述尔等27个城市卷入其中，帝国由此衰落80年。提格拉特帕拉沙尔三世、萨尔贡二世、辛那赫里布和阿萨尔哈东一系列国王依靠一支连年征战的常备军，继续拓展其疆土；亚述巴尼拔时代，帝国达到顶峰，巴比伦、叙利亚、黎巴嫩、库尔德斯坦、犹太国甚至埃及均属其疆域。
亚述国王以建造巨大宫殿的方式彰显自己的功绩，因此先后迁都亚述古城、尼姆鲁德、豪尔萨巴德和尼尼微。
但是亚述已经扩展过度，塔巴尔、巴比伦和埃及的起义削弱帝国的力量。当前625年巴比伦再次起义时，亚述已经无力阻止，来自幼发拉底河和底格里斯河下游的迦勒底人攫取巴比伦的王位。前614年，来自伊朗西部的米提亚人攻陷尼姆鲁德和亚述尔。两年后，巴比伦的迦勒底人与米提亚人组成联军，围困亚述都城尼尼微三个月并最终将其攻克。前605年，巴比伦王储尼布甲尼撒在卡尔凯美什打败亚述和埃及军队残部。亚述帝国就此彻底灭亡。

### 新巴比伦 前605年－前539年

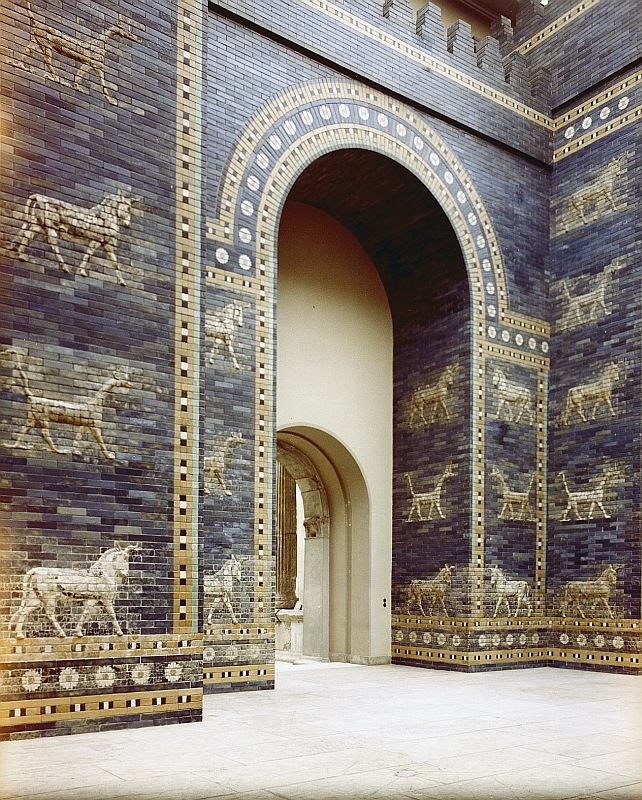
新巴比倫城伊斯塔城門

迦勒底人与先前的阿摩利人和喀西特人一样，迁入并融合进该地区的文明之中，尼布甲尼撒二世作为美索不达米亚南部的迦勒底人后代，统治巴比伦43年，成为仅存在66年的新巴比伦时期主要君主，在其统治时期巴比伦经历辉煌复兴。尼尼微陷落后，米提亚人退至扎格罗斯山脉东北，巴比伦成为美索不达米亚的唯一霸主。尼布甲尼撒二世于前597年和前588年两次攻占耶路撒冷，毁灭大卫王朝，并将一万多名犹太人俘虏囚禁于巴比伦，史称巴比伦囚虏。他还大规模重建运河和巴比伦城，使这座20万人口的城市成为建筑和科学的中心。尼布甲尼撒二世为了打消来自米提亚妻子的思乡之情，修建被称为“世界七大奇迹”的巴比伦空中花园。神庙从古巴比伦时期甚至更早以来一直独立于更替的朝代，经历持续的发展，尼布甲尼撒二世时代，巴比伦有1179座神庙，一半土地归神庙所有，迦勒底君主每年从宗教收入中征取20%的税款。
尼布甲尼撒二世于前562年暴死后，巴比伦进入衰退期。继位君主都很短命，前555年，拿波尼度在宫廷官员叛乱中被推上王位。前552—前550年，波斯王子居鲁士二世推翻其外祖父在米底亚王国的统治，接下来的十年，居鲁士二世征服从爱琴海的吕底亚王国到印度洋的格德罗西亚，绵延近5千公里的疆土。面对这样一个对手，拿波尼度没有侥幸的可能。前539年，经过短暂战斗，居鲁士二世进入巴比伦。巴比伦从此再也没成为一个独立的王国。

### 波斯帝国时期 前539年－前330年
居鲁士二世保留巴比伦当地的宗教和习俗，巴比伦和亚述成为波斯帝国國王的直轄区，曾经璀璨的巴比伦城成为一个新帝國的都城。前5世纪波斯王薛西斯从埃萨吉拉运走马尔杜克的巨大金像；更致命的是由于巴比伦的神庙、防御工事和運河在末年缺乏国王组织修缮，城市日渐衰落。古老的阿卡德语逐渐被阿拉米亚语取代，楔形文字也被更易书写的22个迦南字母代替，阿卡德语仅在神庙和学者范围内使用。

### 马其顿—希腊时期 前330—前141年/前129年
前334—前330年，马其顿帝国的亞歷山大三世打败波斯王大流士三世，後远征印度河流域7年后返回巴比伦，他意圖将巴比伦作为他帝國的都城，巴比伦一度拥有重新兴旺的希望。然而亞歷山大英年早逝，巴比伦的希望随之而去。他的将领塞琉古在继业者战争后得到美索不达米亚，並以此為基礎建立的塞琉古帝国，统治这个地区。塞琉古和其后继者致力於希臘化，其中于前305年建立希臘化城市塞琉西亞，并在前275年把巴比伦城的全部居民迁徙到塞琉西亚來取代巴比倫的政治、文化、經濟地位，導致巴比倫逐漸荒蕪。塞琉古帝国的殖民政策並沒有使希臘化文明深耕，美索不達米亞文化仍舊存在中下階層之中，並且這兩種文化在許多方面相互影響。
前141年/前129年，安息王朝的米特里达梯一世占领该地区，224年-226年间埃兰沙赫尔的阿尔达希尔一世又击败安息，在224年－651年的萨珊时期，建都美索不達米亞的泰西封，但美索不达米亚成为干涸的陆地和沼泽，曾经辉煌的文明被沙尘所掩埋。随着伊斯兰哈里发王国的兴起，人们遗忘美索不达米亚的古文明。

## 考古与亚述学

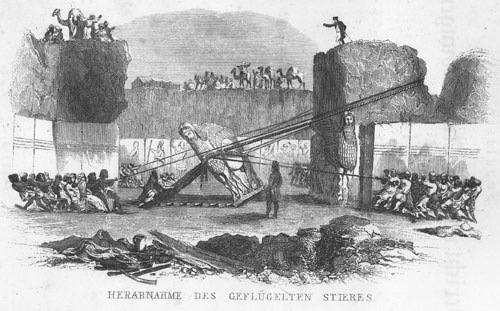
莱亚德正将巨型雕像运回英国

首位重新發現美索不達米亞的是來自西班牙納瓦拉的猶太教教士图德拉的本杰明，他在公元1160年前後造訪了摩蘇爾及附近之地，還找到尙未完全傾頹的尼尼微遺跡。往後諸世紀中，也總有人步上德蒂戴的後塵，最著名的有：1620年的羅馬人畢耶羅·德拉瓦勒，1644年的法國人尙-巴蒂斯特·塔維尼埃，1770年的丹麥人卡斯騰·尼布爾。多虧這些好奇之士所留下的報告，西方世界才得以一點一滴與這個古老地域重新聯繫。但眞正揭開此地神祕面紗則要到19世紀對楔形文字的解讀。
被埋藏18个世纪后，人们以考古挖掘和破解楔形文字的方式，开始逐步认识和了解这个失落的文明。对楔形文字的破译是从由其书写的古波斯语开始的。1803年，一位年轻的德国中学拉丁语教师——乔治·弗里德利希·格罗特芬，在研究一段简短铭文时，根据其中反复出现的词语，猜测其可能为波斯王常用的告谕格式，如同已经为人所知的古希腊语一样，“万王之王X大帝乃万王之王Y大帝之子，Y乃Z之子。”由此猜测X和Y都是国王，而Z不是国王，经过查找波斯王表，他找到希斯塔斯皮斯是居鲁士二世的一位非王族血统总督，其子大流士一世和其孙薛西斯一世都是波斯国王。由此为接下来持续50多年，艰难而反复的破解工作奠定基础。在奥斯曼土耳其统治的时代，当地的法国副领事保尔—艾米尔·博塔于1842年开始对美索不达米亚古文明的发掘过程，他于当年挖到亚述位于豪尔萨巴德的宫殿；英国人派出奧斯丁·亨利·萊亞德紧随其后挖出尼姆鲁德的宫殿。他们发现巨大宫殿、30多吨重的巨型雕像、各种内容的浮雕板，这些新奇的发现引起国内公众乃至欧洲的浓烈兴趣，尽管他们并不知道这些古代遗址的真实名称，因为当时楔形文字的破译尚处初级阶段。
但在尼姆鲁德出土2.4万块刻有楔形文字的泥板书，这些丰富的资料属于亚述巴尼拔图书馆，于是破译者们有了丰富的线索。1857年，伦敦的皇家亚细亚协会要求四位破译专家分别对一块刚出土的铭文进行独立翻译。该铭文长达809行，是亚述国王的一篇告谕。四名专家几个月后将译文寄回，人们出乎意料的发现其大体含义、细节、词和句子均完全一致。亚述学由此诞生。学者开始大量翻译已出土的泥板书。1889年和1890年，美国人加入此处的考古并发现属于苏美尔的尼普尔遗址，该地出土约4万多块泥板书。19世纪末，德国考古学家在对巴比伦和乌鲁克的发掘中，科学地引入地层学和陶瓷制造学，使得更多的历史事实在挖据现场得以展现，自此寻宝演变为严谨的考古学。从两次世界大战之间的年代开始，伊拉克开始关注它的考古遗产；二战后，随着埃兰、赫梯等周边遗址的发现，使得研究范围更广，苏哈纳、哈拉夫等遗址的发现使得研究时期更久远；而丹麦人在巴林，意大利人在塞琉西亞，日本人在卡尔巴拉的考古活动则标志着这一研究的国际化。这些研究使世人逐渐地深入了解美索不达米亚文明。

## 文字和语言

### 楔形文字
起源和发展于美索不达米亚的文字，由于其外形有些像钉子或楔子，所以被称为楔形文字。出于记账和商业的需要，大约于前3500年，在苏美尔的乌鲁克产生最早的楔形文字雏形。受材料资源的限制，使用芦苇笔在泥土板上按压是楔形文字的主要书写方式，金属或石材仅用于镌刻祭神文字或皇家铭文。可能由于泥土板上的书写方式不便于象形符号的描刻，雏形的象形文字逐渐于前3000年代中期演化成楔形文字，并同时发展出拼音规则。最早的字母表中有700-800个字符，到前1750年，音节表中的功能性字符大大减少，最少的字母表只剩70-80个字符。苏美尔人发明的楔形文字，除被苏美尔语使用外，还被不同语族的多种语言所使用，如闪米特语族的阿卡德语和埃伯拉语、叙利亚境内的胡里安语、印欧语系的赫梯语、伊朗的埃兰语和古波斯语及小亚细亚和乌拉尔图语，楔形文字泥板上还零星出现阿摩利语和喀西特语。

### 语言历程
阿卡德口语是闪米特语的一个分支，与今天的阿拉伯语、埃塞俄比亚语和希伯来语是远亲。游牧民族阿卡德人于前3000年代中期定居苏美尔北部，采用当地的楔形文字，同时阿卡德口语越来越占据主导地位，前1900年左右，苏美尔语作为口语已基本消失，仅仅作为文学和礼仪用语保存几个世纪。在阿卡德语时期，阿卡德语随地域不同分化为北部亚述人和南部巴比伦人的不同方言。楔形文字因其表意符号的相似性，不便辨认，苏美尔和阿卡德书吏发明限定符号和发音补充符号来进行改善。由于熟知复杂的文字体系，书吏是一个很有地位和特权的阶层。
前一千纪开始后，可以方便书写在羊皮纸上的阿拉米亚语与楔形文字共存，经过前一千纪，阿拉米亚语取代楔形文字成为该地区的国际用语。后来它被希腊语所替代，最后又被阿拉伯语所替代。

## 宗教

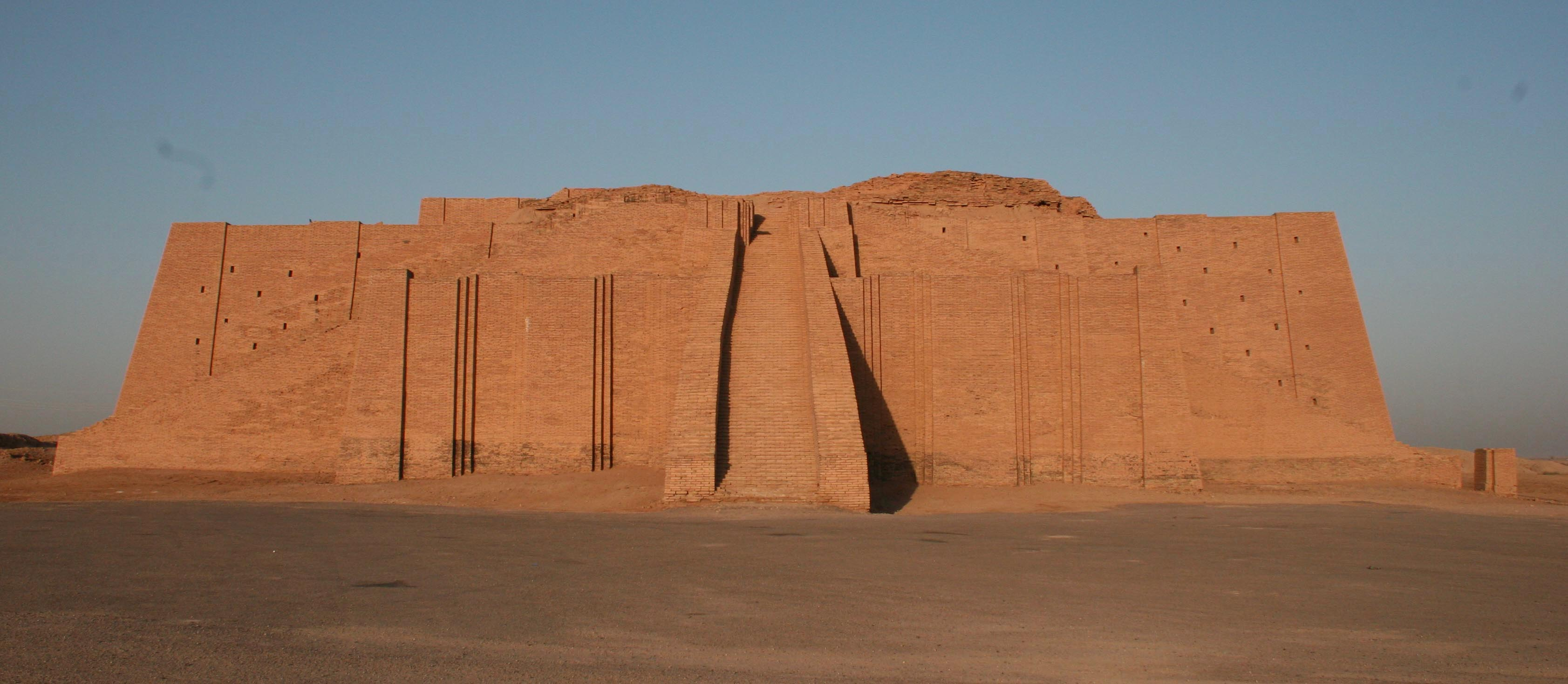
经重建的塔庙

美索不达米亚地区的神威是多种多样的，从天空、大地、水、月亮、星辰，到自然界的各种生灵，到人类的繁衍生息和兴旺发达，甚至砖的打磨、庄稼的生长、牛羊的驯服、疾病的治疗，文字和法律的发明，都被理解为是不同的神的威力。同时神也被认为具有和人类相同的行为和情感，神会结婚，生儿育女，也有喜怒哀乐。不同的神由不同的城市供奉；比如大神安恩掌管天空，他的城市是乌鲁克；大神恩利尔掌管风和空气，尼普尔设有他的神庙；恩基是主管水的大神，他的城市是水城埃利都；马尔杜克（Marduk）是恩基的儿子，是大雨的主宰；月神南纳的城市是乌尔，金星女神伊南娜（Inanna）主管丰产、战争和情欲，在乌鲁克有她的神庙。在苏美尔早王朝时期，安是乌鲁克城邦的保护神，在后来的历史中，安的最高权力似乎被恩利尔所取代，同时尼普尔成为宗教中心，从古巴比伦时代起马尔杜克上升为主神。
祭祀活动在作为在神庙中进行，分为由祭司主持的国家祭祀和由私人供奉的个人祭祀。在阿卡德的第二位国王里木什时代的一篇铭文记载，规定每天向西帕尔的太阳神沙玛什进贡的供品包括：20头羊、4头牛、6古耳（gur）谷物、3古耳面粉以及等量的椰枣、油、猪油、牛奶和蜂蜜。在巴比伦晚期，在盛大节日国家祭祀更为隆重，例如在尼普尔的恩利尔神庙发现的一份清单中包括3569头牲畜。在祭司课本记载的新巴比伦新年祭祀仪式中，国王要被去除权杖和佩剑后，被祭司拉扯双耳来拜马尔杜克神像，同时向神说明他没有亏待百姓，在被归还权杖和佩剑后，国王将被祭司打两记耳光，同时国王要热泪盈眶，表示马尔杜克对他已经降恩垂爱。美索不达米亚人通过祭司检验祭祀动物的内脏（尤其是肝）、或是天体的运动、或是在神庙中的睡梦来占卜，以预测神的意愿。

## 法律

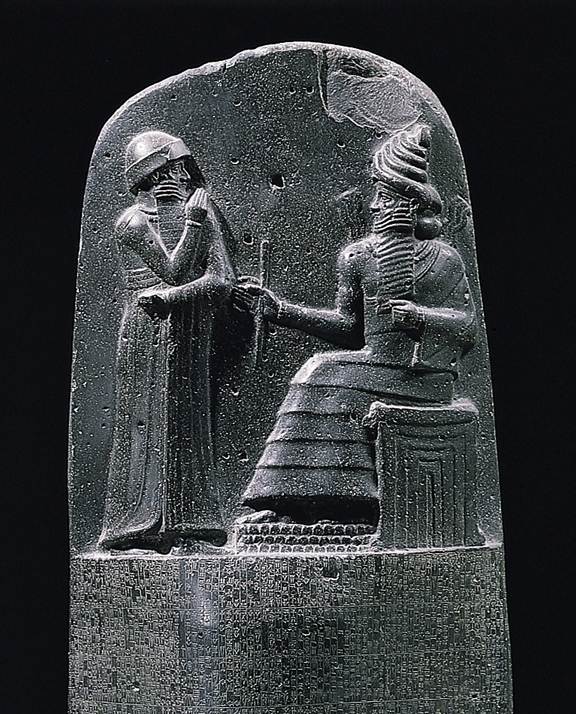
汉谟拉比法典的顶部浮雕 汉谟拉比向御座上的最高法官太阳神沙玛什祷告

英国学者H.W.F·萨格斯估算，在迄今发现的楔形文字文献中，有关法律方面的内容在苏美尔文献中占95%左右，在阿卡德文献中所占有比例不会少很多。其中主要包括一些松散的契约和各种财物记录凭证。在古代美索不达米亚，尽管出现了原始的民主，但制定法律的并非立法机构，而是国王。现在发现的苏美尔统治者法典有3部，分别是《乌鲁卡基那法典》（前2378年）、《乌尔纳姆法典》（前2111年）和《李必特－伊什塔尔法典》（前1930年）。其他法典均用阿卡德语所写，如前18世纪中期的《汉摩拉比法典》、前12世纪的中亚述法律和新巴比伦时期的国王法典。在这些法典中最著名的是《汉摩拉比法典》。

## 外交
19世纪末埃及阿马尔奈的农民在施肥时，发现350多个楔形文字的文本（阿马尔奈文书），这些由巴比伦语写成的埃及前14世纪王朝末期的外交文本，表明巴比伦语是当时那一地区的外交用语，阿马尔奈曾是埃及法老埃赫那顿统治中期的都城。泥板书中包括赫梯、巴比伦、亚述和米坦尼国王写来的50封信函。信函表明米坦尼和埃及统治者间是平等相待的，还结成同盟。一位米坦尼君主将女儿嫁给埃及法老阿蒙霍特普三世，他很有把握地向法老索要一尊女儿的黄金雕像，用他自己的话说，这样他就不会想念她了。另外一些信件表明，一位米坦尼国王派人将以疗救闻名的伊南娜女神的雕像，从尼尼微的神庙运至埃及为法老阿蒙霍特普三世治病，而且第一次大概成功了，不过第二次好像没管用，因为法老死了。
前1350年，新瓜分米坦尼崛起的亚述国王阿淑尔乌巴里特一世，曾送给法老埃赫那顿一辆马车、两匹白马和一枚青金石印章，他在一份信中抱怨法老的回赠不够大方，还不够信使路上的费用，并理直气壮地要求法老送大量的黄金来，因为他要建新王宫，而“在埃及，黄金就像尘土一样”。巴比伦国王则向法老抱怨亚述不该派使节去埃及：“现在，不是我派亚述人——我的臣子去你那里；他们自行其是。他们为什么去你国家？如果你还尊重我的话，别让他们在你那里得到任何东西！将他们两手空空的赶出去！”阿淑尔乌巴里特一世的曾孙阿达德－尼拉利一世在其军事扩张后，贸然向强大的赫梯统治者写信，称他为“我的兄弟”，这种冒失无礼招来尖刻的斥责。“我为什么该给你写信谈论兄弟情谊？”赫梯君主回复道，“难道我和你是同一个母亲所生吗？”前1269年，迫于亚述扩张带来的压力，赫梯与埃及签订条约，赫梯国王哈土西利三世和埃及法老拉美西斯二世同意：如果他们中的一方遭到第三方的攻击，那么另一方有义务出兵增援。赫梯还对亚述进行经济制裁，在给叙利亚的一个附属国的信中规定：“你们的商人不能去亚述做生意，你也不能允许他们的商人进入你们的领地。”不过哈土西利三世此时已同意称亚述国王为“兄弟”了。

## 军事
美索不达米亚的地理环境激化战争；北部的山脉，南部的沖積平原，以及将两者连接的河流，造成不同的居住条件，阿卡德吞并苏美尔，而巴比伦吞并前两者，最后，在北部多山的亚述，由有利的防守而转向进攻并征服南方，并进一步控制更广大的地区。城墙是主要的防御工事，在南部由于缺少石头，城墙用砖砌成，因而更坚硬耐久。最常见的武器是弓和箭，其他常用武器包括矛、标枪、带石头的钉头锤、金属刃的战斧及匕首，还有弹弓（射程可达90米）。苏美尔时期出现在皮革或亚麻上缝金属片的斗篷，以此作为盔甲。從禿鷲石碑中顯示，在蘇美爾早王朝時期已經發展出成熟的密集方陣戰術，但此種方陣形式後來衰敗下去，取而代之的是閃族精選的戰士以及大量的弓箭手。
亚述时期，精选军队穿上有上千片重叠金属制成的盔甲，在格斗中可以弯折，行动灵活。前第三千纪下半期产生合成弓，替代单块木头制成的简单弓，合成弓由多层材料——木头、骨头和一些加强物粘合在一起，精确射程约100米，最大射程可达200米。阿卡德可能正是由于拥有合成弓的技术，战胜其他方面装备更精良的苏美尔敌人。军队的人数在苏美尔时期为几千人，亚述时期为上万人，而波斯军队的规模则多达几十万人。战车是苏美尔人于前第三千纪时发明的，随着前第二千纪马的引进，战车变得更快捷灵活。前第一千纪，農業民族的亚述人首次採用骑兵，但由于当时还没有马鞍和马蹬，骑兵在战斗中作用不大，僅多用來追擊。巴比伦人和亚述人在围城战中发展坑道兵，还发明攻城槌和安有轮子可供士兵藏身的攻城塔，还发展在城墙外建土坡的方法。好戰的亚述人改進許多戰術，他們还擅用心理战来恐吓敌人和煽动造反，然而亞述強大軍隊卻超過經濟上的負荷，不得不靠四處掠奪來維持其軍費，連年征戰種下衰亡的敗因。
美索不达米亚的军事图片

乌尔的军旗 早王朝时期 镶嵌画 士兵戴头盔、穿斗篷作为护甲；战车已经出现
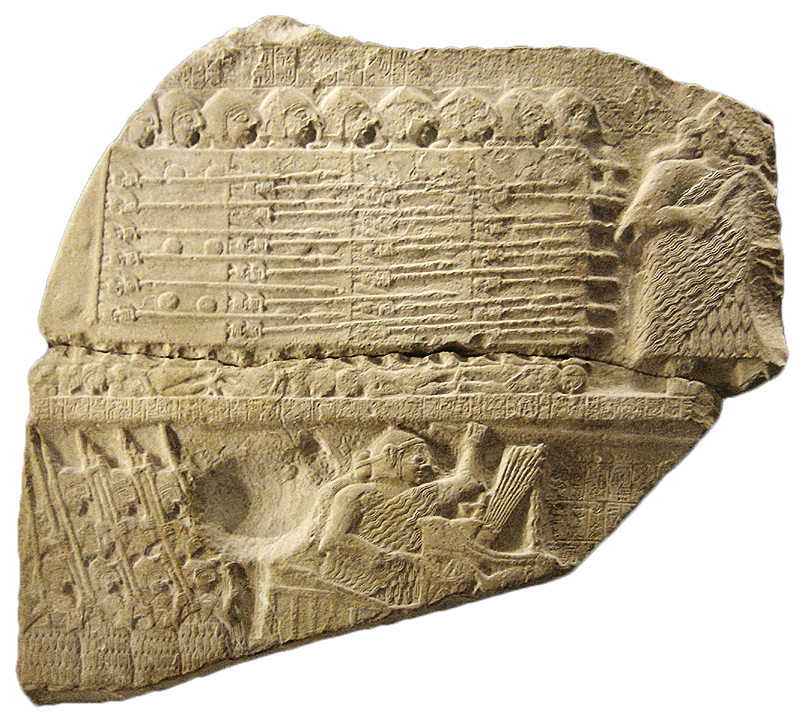
早王朝时期的乌尔 苏美尔密集方阵
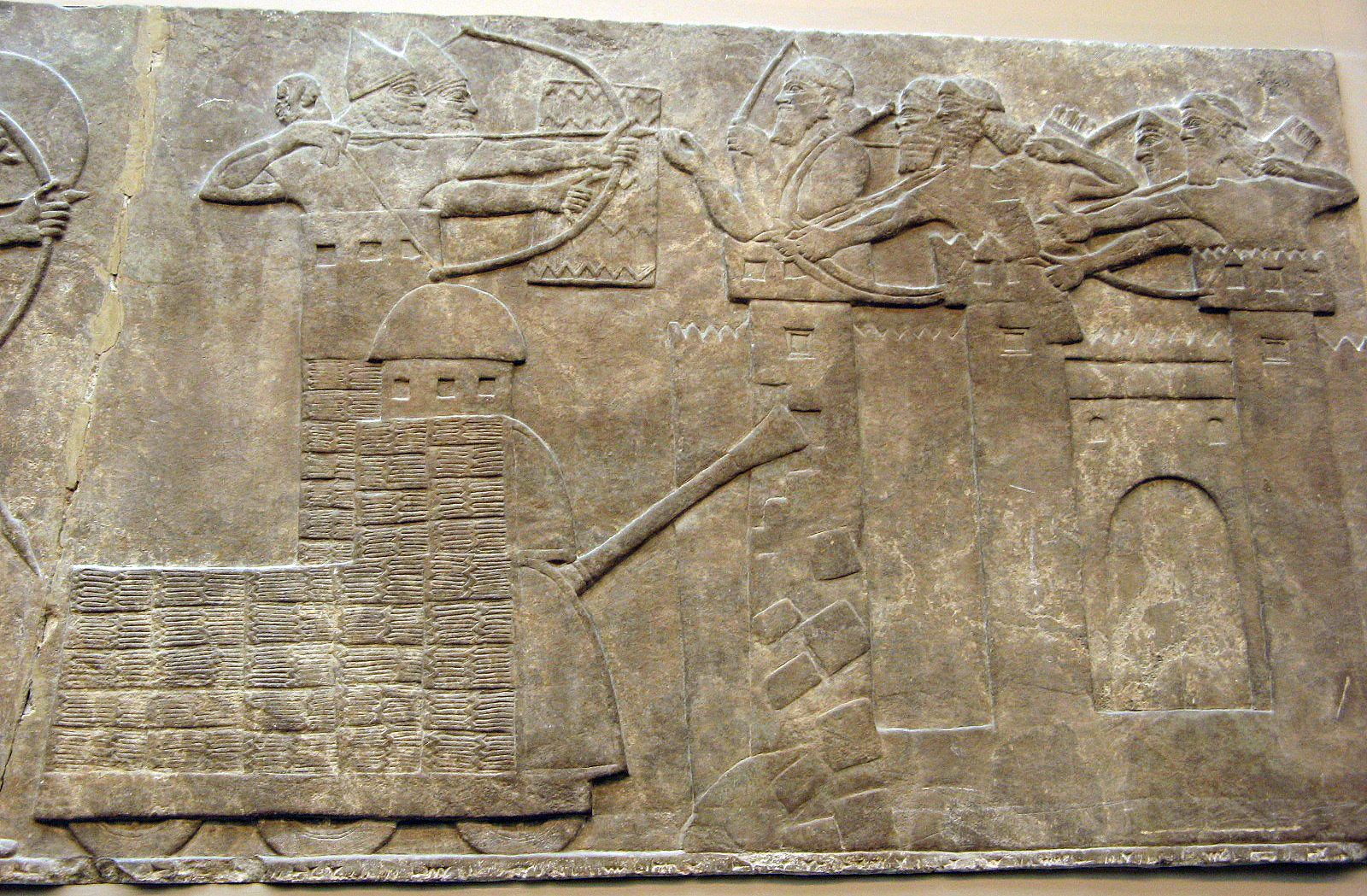
亚述人攻城 攻城槌 攻城塔

## 经济
城市是美索不达米亚的基本单位，大多数平民为农夫、工匠、商人、渔民和养牛人。每个城市都有一个手艺人阶层，包括石匠、铁匠、木匠、陶工和宝石匠，他们在自由市场上出卖自己的手工艺品，买主支付货币或实物。货币通常是银块或银环，每次交易后时都要称重。城墙外是农田，美索不达米亚北部的农田由自然降雨滋润，南部则依靠幼发拉底河和底格里斯河灌溉。城市居民的生活最终取决于农田的收成。大部分土地以大地产的形式属于国王、神庙、祭司和一些富人。他们将土地划为小块，连同种子、农具和耕畜一起，分配给为他们服务的农人。农人则提供劳动，除去自己消费之外，将多余的产品缴纳神庙、王宫、或土地所有者。当时基本的农作物是大麦和小麦。提供乳液的牲畜是山羊和母牛。绵羊提供羊毛，羊毛和亚麻是美索不达米亚的主要纺织纤维。最通常的蔬菜有洋葱、蚕豆、豌豆、大蒜、韭葱、小萝卜、莴苣和黄瓜；水果包括甜瓜、椰枣、石榴、无花果和苹果。前第五千纪，苏美尔人开始使用犁，前1700年的苏美尔人懂得土地的肥力要通过换种庄稼和适度休息来获得，但他们没有掌握施肥的方法。早先的农场里养着鸭子和鹅，直到前一千纪鸡才成为普遍的家禽。

## 学校和图书馆

### 最早的学校
出土的泥板学生作业表明，大约前3000年，苏美尔的学校已初具雏形；另外出土的泥板教科书表明，到前第三千纪中期，学校开始开始遍及苏美尔；大约前第三千纪下半期，苏美尔的学校制度成熟和繁荣起来。在马里，考古学家发掘出约前2100年的学校，其中包含一条通道和两间教室，大房间44尺长，25尺宽；小房间面积约为大房间的1/3。房间内有供习作的石凳、泥板和水槽，附近有泥板书出土。目前出土的学校的遗址分为三类：分别是位于王宫附近的、神庙附近的和书吏居住区附近的。同时发现亚述书吏自带学生的现象很普遍。在学校中，学生自带午饭，学习时间从早上到晚上，晚上放学后回家，学校不留宿。苏美尔和巴比伦的学校通过教授语言课程、计算测量课程和各种专业名词的读写及文学创作课程，目的是为王室和神庙培养书吏或书记员，同时也培养商业贸易方面的私人书吏。苏美尔学校的学生基本来自富裕家庭，并且均为男性，女书吏的名字在浩瀚文献中仅偶有出现。

### 最早的图书馆
图书馆产生的时间与学校大体相当。考古学家在尼普尔发现神庙图书馆，时间约前第三千纪初期，在乌尔发现的神庙图书馆大约为前3000年左右，王室图书馆占有重要地位，在汉谟拉比时代国王拥有很多图书馆，分散在几乎每座重要城市；亚述时期的私人图书馆出土丰富，尤为重要的是亚述国王亚述巴尼拔（前668年－前627年）图书馆。该图书馆由英国考古学家莱亚德于19世纪中期首次发现，当时在尼尼微王宫中发现多个房间，其中放有大量刻有王家档案的泥板书，还有许多巴比伦文学作品的抄本，在这个曾遭遇火灾的宫殿中，经清理共发现约2.4万块泥板书，当时这些文献的出土很大程度上帮助学者们破解楔形文字。亚述巴尼拔命人从各地收集有价值的泥板，再由亚述书吏整齐抄录，书吏还常常在原文毁坏的地方留白，并注释“我不懂”或“原缺”。该图书馆的藏书包括哲学、数学、语言学、医学、文学和占星学。而且图书馆有馆藏图书的分类和书目，登记全部藏书以方便读者查找。所有图书都盖有印章——“天下之王，亚述王亚述巴尼拔宫廷”。这些文献使得后人对美索不达米亚古文明能有更多、更连续地了解。

## 文学

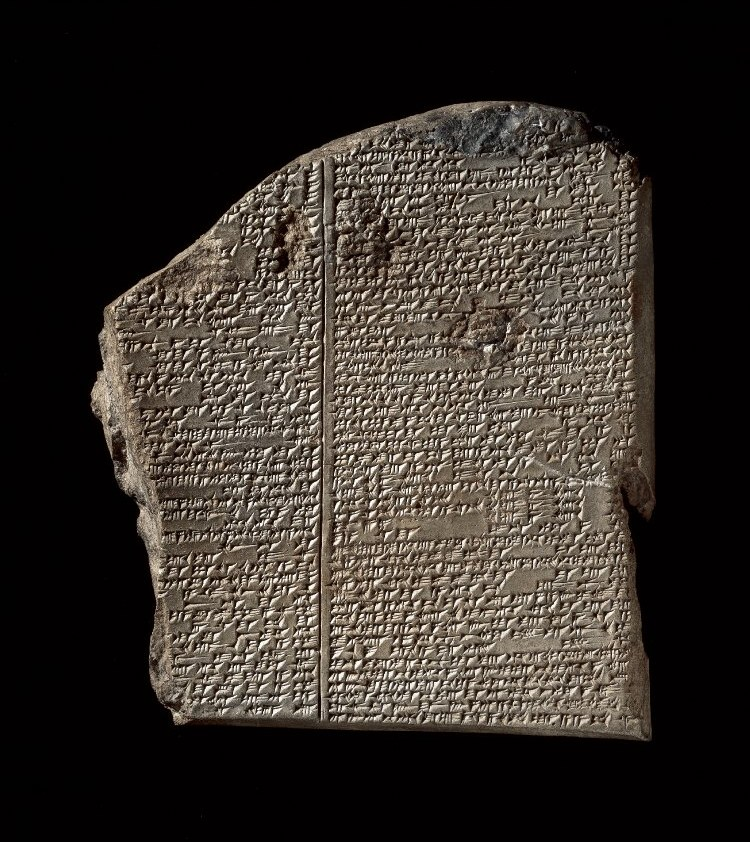
吉尔伽美什史诗

美索不达米亚有丰富的文学遗存，仅苏美尔文学目前就有20余部神话，每部篇幅从100行到1000行不等；9部史诗，每部在100行至500行左右；100多首赞美诗，每首的篇幅也在100行至500行左右；十几部格言和预言集，此外还有大量哀歌、寓言及辩论等。这些分别刻在5000多块泥板书上的遗存，被收藏在世界上各个著名的博物馆中。前第四千纪口头传诵的口头文学已在苏美尔存在；阿卡德帝国衰落后大量书面文学作品涌现，新苏美尔时期和其后的伊辛-拉尔萨时期，是古美索不达米亚文学的第一个繁荣期；第二个繁荣期是古巴比伦时期；第三个繁荣期是喀西特王朝时期。
古美索不达米亚最为著名的文学作品是《吉尔伽美什史诗》，叙述乌鲁克王吉尔伽美什结识朋友恩奇都，和两人在太阳神沙玛什的帮助下战胜森林怪兽洪巴巴，后来吉尔伽美什拒绝女神伊南娜的爱情，又和恩奇都一起杀死伊南娜派来报复的天牛，因为天牛和洪巴巴是神，恩奇都被天庭决定得死，吉尔伽美什在其死后去寻找不死之法，并最终悟出成就伟业的人生道理。关于该史诗的创作时间，研究者存在分歧，中国学者叶舒宪认为他是前2000年代的巴比伦人对前3000年代的苏美尔人的文学改编的结果。

下面摘抄一首爱情诗，男主人公是乌尔第三王朝的第四代国君舒辛（前2038年-前2030年），女主人公是祭司。根据苏美尔人的信仰，国王要在每个新年迎娶一位爱情和生育女神伊南娜的女祭司，以保证土地丰产和人丁兴旺，“圣婚”仪式有庆祝宴会，席间有音乐且载歌载舞。这首诗可能是由国王选定的女祭司在“圣婚”时吟诵的。

新郎，亲亲，我的心，
你的美貌甜如蜜，
壮士，亲亲，我的心，
你的美貌甜如蜜。
你已迷住了我，让我不安地站在你面前，
新郎哥，我甘愿被你带入洞房，
你已迷住了我，让我不安的站在你面前，
壮士哥，我甘愿被你带入洞房，
新郎哥，让我亲吻你，
我的香吻比蜜甜，
在洞房里，充满柔情蜜意，
让我们共享你的美貌，
 壮士哥，让我亲吻你，
我的香吻比蜜甜。
新郎哥，你已占有了我，
告诉我的母亲，她将给你以佳肴，
告诉我的父亲，他将给你以赠礼。
你的精神，我知道如何振奋你的精神，
新郎哥，与我同眠至天明，
你的心，我知道如何取悦你的心，
壮士哥，与我同眠至天明，
你，因为你爱我，
给我你亲吻的请求，
我的君王之神，我的君王保护者，
我的舒辛，你取悦了恩利尔之心，
给我你亲吻的请求。
你的偶像甜如蜜，请把（你的）手置其上，
把（你的）手置于其上，就像一件衣服（gissbban），
举起（你的）手置于其上，就像一件衣服（gisbban-sikin）。
这是伊南娜的颂歌。以上这首4000年前的爱情诗泥板书保存于伊斯坦布尔古代东方博物馆，
由英国的苏美尔学家S.N·克莱默教授翻译成英语后，
中国学者于殿利，郑殿华将其翻译为中文后载于《巴比伦古文化探研》一书中。

## 建筑与艺术

### 建筑

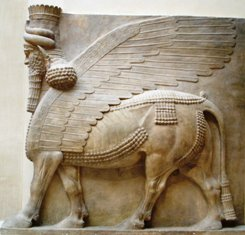
亚述王宫门口的巨石雕像

美索不达米亚南部为冲积平原，没有可供建筑使用的石料和木头，所以苏美尔人使用“日晒砖”建造房屋台基和墙体，表面贴上陶砖防水，北方亚述地区气候湿润，往往采用烧干的砖。石灰石和更贵重的石料只用于神庙和王宫的装饰，私人住宅仅使用粘土。前第四千纪中叶，乌鲁克神庙建筑达到长80米，宽50米的规模，在乌鲁克的建筑物的墙上镶有兼具美观和防水功能的彩色土钉。新苏美尔时期由国王乌尔纳姆修建的吉库拉塔是迄今保存最完整的金字形塔庙，它有一个长方形的台座，上面修有好几层平台，有台阶相连，在最高一层平台上是一个神殿，那是每年新年国王和大祭司举行圣婚的地方。亚述时期建造美索不达米亚最宏伟福丽的宫殿，萨尔贡二世（前731年－前705年）在尼尼微东北的宫殿有200多个房间，外墙贴有琉璃砖，石板浮雕衬墙高4米，门口有40吨重的人首带翼兽一对护卫。尼布甲尼撒二世（前604年－前562年）修建的巴比伦城是当时最伟大的城市，城市周长18公里，有9座城门，其中伊什塔尔门最为著名。主要街道的两侧以琉璃砖拼出牛、狮子和神兽的形象。传说中的巴别塔和空中花园也在新巴比伦城中。拱顶及由此发展的半圆顶和圆顶是美索不达米亚人在建筑方面的创新。

### 雕刻和其他艺术
美索不达米亚的艺术也受到的原料的限制，但是那里的陶器、壁画、玻璃器具、滚筒印章、象牙雕刻、石雕、镶嵌画、青铜器、金银工艺品和琉璃砖具有很高的艺术水平。苏美尔人的圆雕和浮雕体现出古朴浑厚的美。阿卡德王国的建立带来艺术上的飞跃，阿卡德统治者的青铜头像和纳拉姆辛征服者石碑展示这一成就。乌尔第三王朝时期的艺术几乎完全丧失阿卡德时期的活力和自由，取而代之的是程式化的风格，当时滚筒印章千篇一律的“参见”内容尤其反映这一点。古地亚之后的汉谟拉比时代继承前者的雕塑风格，从《汉谟拉比法典》的雕像和古地亚雕像的对比可以看出。乌尔王陵出土的众多艺术品堪称宝库，其中的包金牛头竖琴、灌木丛中的山羊和乌尔的军旗为其代表作品。1989年在尼姆鲁德亚述王室陵墓出土的金冠、金戒指、金耳环、金手镯多镶嵌光玉髓、玛瑙、天青石及绿松石，被英国考古学家乔治娜·赫尔曼评价为“其做工精美绝伦，它的标准在今天都是难以达到的。”

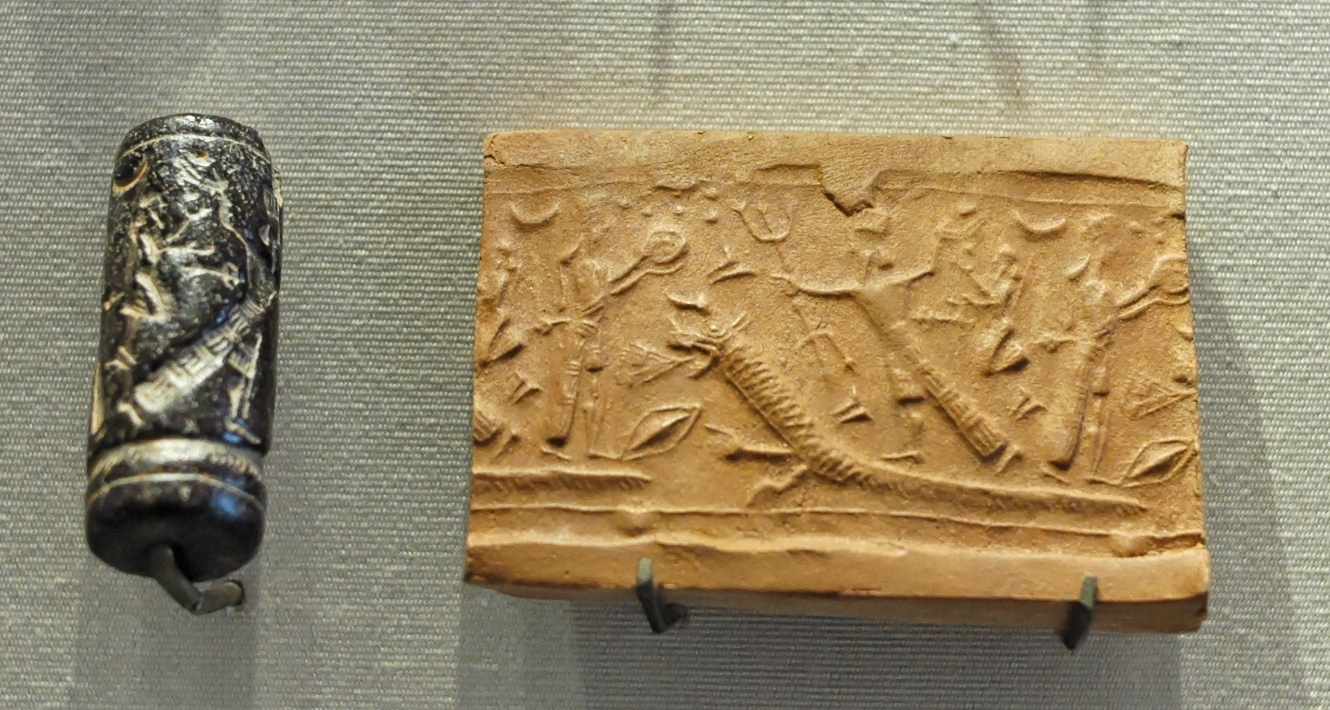
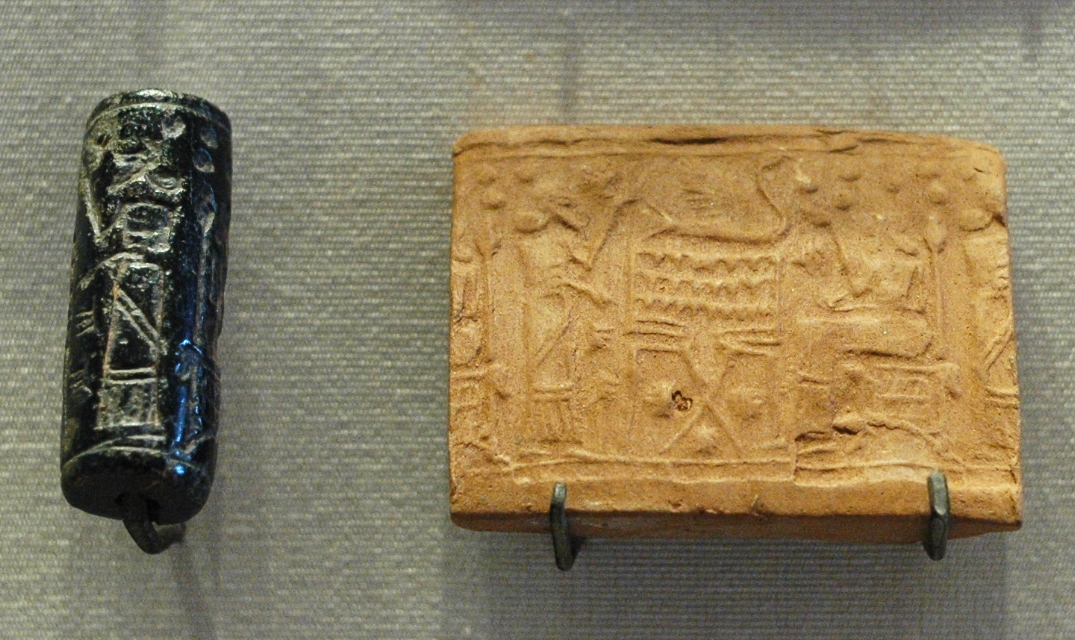
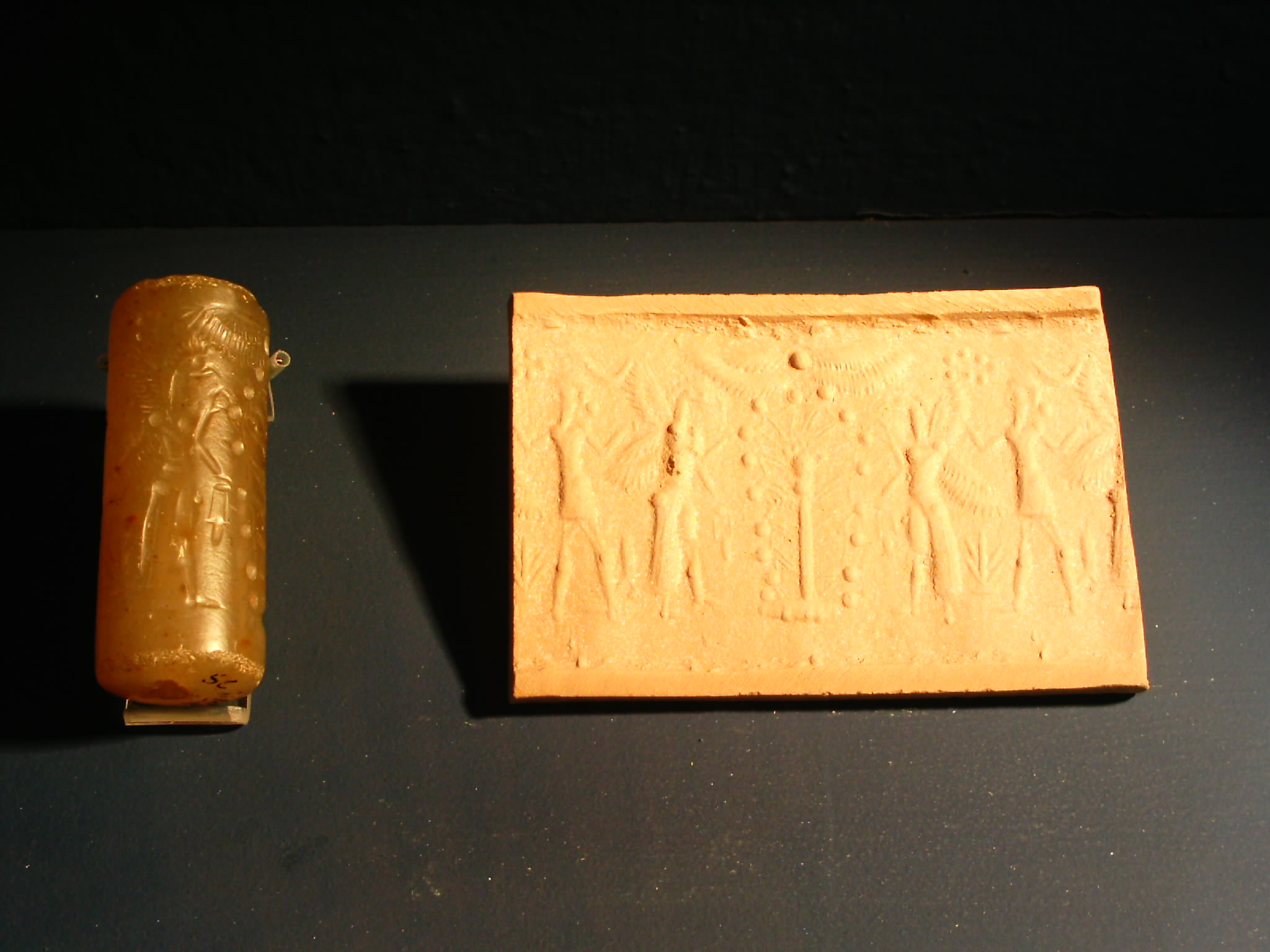

滚筒印章 是美索不达米亚人广泛使用的印章

## 科学技术

### 数学

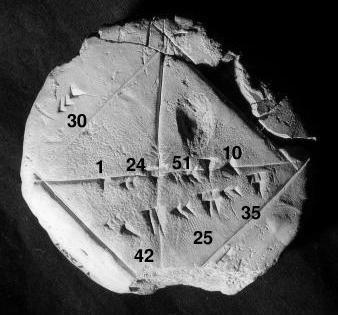
前1600－前1800年 古巴比伦人计算

迄今出土的50多万块楔形文字泥板书中，约有300块为纯数学泥板。其中包含乘法表、除法表、倒数表、平方表、平方根表、立方表、立方根表、甚至还有指数表和对数表。古代美索不达米亚的主要数学成就属于古巴比伦人。在代数学方面，古巴比伦人已经能够解一元一次、二元一次、一元二次甚至一元三次方程，另外还发现有讨论级数问题的泥板，他们用近似值的方法算出{\displaystyle {\sqrt {2}}}=1.414222。在几何学上古巴比伦人把圆分为360等份，并求出π=3.125；他们在三角学方面不仅掌握计算直角三角形和等腰三角形面积的计算方法，还知道相似直角三角形对应边成比例、等腰三角形顶点垂线平分底边及内接半圆的三角形为直角三角形，最了不起的是他们掌握在直角三角形中，斜边平方等于两条直角边的平方和（即勾股定理）。巴比伦人还计算正五边形、正六边形、正七边形的面积和边长的比例。不过十进制和六十进制的并用给古代美索不达米亚人的数学带来混乱和困扰。

### 天文和历法
与数学相比古代美索不达米亚的天文学发展较晚，前第一千纪巴比伦人在占星术的的基础上发展的天文学，并将数学引入天文学，使其达到古代的最高精度。前2000年左右，美索不达米亚人已经能够区分恒星和行星；前13世纪巴比伦人绘制十二星座图，并命名这些我们沿用至今的星座名称，如天蝎座、狮子座、巨蟹座、双子座和天秤座；巴比伦人知道月亮和五大行星的运行周期，所以他们能够计算和预测日食和月蚀；前375年巴比伦天文学家基丁努（Kidinnu）提出太阳年的精确时间，误差仅4分32.65秒，比1887年的近代天文学家的误差还小。巴比伦人熟悉离日度、黄道和地平线的不同倾斜度和月球的纬度，所以能够计算日、月和行星的运行速度。苏美尔时期他们使用太阴历，将一年划分为12个太阴月，并以置闰月校准年的误差；巴比伦人把一个月分为4周，每周7天，一周中的7天由太阳神、月神和五大行星的神分别主管，这即是星期的来历。前6世纪时，希腊人吸收巴比伦的天文学的很多成就，后来又传给罗马人，对于他们来说，“迦勒底人”这个词就是“天文学家”的代名词。

### 医学
古代美索不达米亚人的药剂分为内服酊剂、外敷膏剂、外搽洗剂、混合剂、吸剂、熏蒸消毒剂、泥腌剂、灌肠剂和栓剂。并已经在药瓶上贴标签，写明用法、用量、注意事项和医嘱。苏美尔人的药物从二三味到六七味不等，亚述时期上升到十来味。解剖学因宗教禁忌，仅限于献祭动物的解剖。有文字资料记载前18世纪在马里，人们已经有预防传染病的卫生观念。

### 化学
古代美索不达米亚人在鞣皮制革、蜡的制作使用、洗涤用品的制作尤其是香水调制和玻璃制造方面使用化学方法。古代美索不达米亚人将皮革原料分为不同种类，经过不同的加工和染色，制成包、囊、衣服、鞋子甚至皮筏等各种产品；在各类鞣剂中，最常见的是明矾和油。美索不达米亚人在医疗、宗教、巫术和化妆中需要大量香水，他们的香水制作过程估计有十几到二十道工艺，此间熟练运用纹火和烈焰，并大量使用蒸馏、萃取、升华和提取技术，而且在化学过程中没有提到任何形式的神的启示或劝告。古代美索不达米亚人用石头和植物的灰作为原料，来制造玻璃，在烧制过程中根据火焰的颜色判断温度，并懂得加入铜的化合物得到蓝色玻璃；在前第二千纪中期，他们开始用更先进的玻璃来模仿宝石。明矾、石膏、盐、苏打是古代美索不达米亚人常用的化工材料。

## 日常生活

### 饮食
距今4000－6000年前，苏美尔人大量制作和消费面包，考古学家在乌尔大量发现前1800年的砖砌炉灶和多眼烹饪灶。苏美尔人将大麦磨成粉，发酵后加入蜂蜜、椰枣汁等甜味剂，再进行烘培，制成最早的面包。6000年前，苏美尔人已经熟练掌握酿酒技术，据当时的楔形文字记载，他们使用复式发酵法，把大麦、小麦、黑麦制成饮料。大约40%的农业收成被制成啤酒，供苏美尔人饮用。美索不达米亚古人的肉类以羊为主，辅以牛、马、骆驼、驴还有骡子肉，蔬菜最常见的是洋葱，还有小扁豆、蚕豆、豌豆，通常放汤裡，另外还有黄瓜、各种葫芦科蔬菜、卷心菜、莴苣等；调料主要是盐和芥末，其他辅助调料包括肉桂、八角茴香、香菜、马郁兰、郁金香粉、生姜、大蒜、甘松香、百里香、茴香、枯茗等。

### 服饰
苏美尔男式服装常见的是有腰布形式的服装，用三角形织物绕身包缠，在腰间扎紧，在身体上形成参差不齐、错落相见的层次。里面穿直筒紧身长衫，有时是对襟式样，敞开，不系扣。女装与男装大体相同，只是略宽松些。面料为亚麻和羊毛，从苏萨出土的前4000年的亚麻碎布分析，当时的纺织水平甚至超过现代技术。服装颜色主要有红、绿、蓝、和紫，其中绣金边的紫色外衣为国王专用。

### 活动

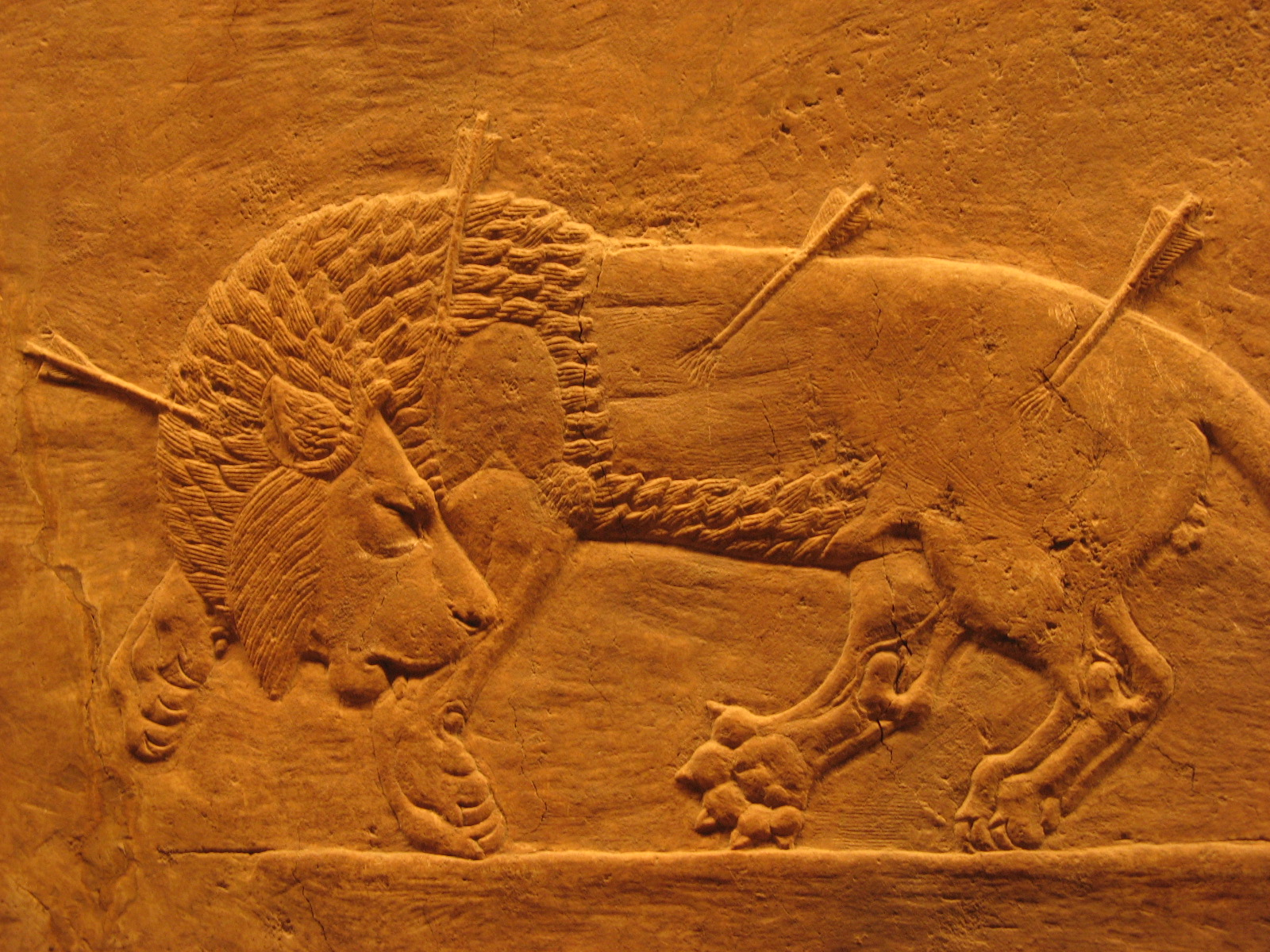
亚述 中箭的狮子

古代美索不达米亚人喜欢聚会和盛宴，他们有嬉戏、音乐、舞蹈和体育活动，也有妓院和赌场。古美索不达米亚的家庭成员早晨见面时，有以接吻表示问候的习俗。古巴比伦王宫和富人家里有自己的浴室，百姓则在运河或院中的水池中沐浴。从雕像中看，美索不达米亚人的发型浓密；苏美尔人刮干净胡子，而巴比伦人则留有胡子。前19世纪后期，出现祭神竞技，包括赛跑、抱腰式摔跤、战车赛、击球、拳击、击剑、战斗演习等体育活动。亚述国王将狮子等野生动物放在猎苑中屠杀，根据当时一份文献记录，亚述国王提格拉特帕拉沙尔一世曾杀死不少于920头狮子，800头在战车上杀死，120头是站在地面上杀死的，另外还有10头大象和6头野牛。
美索不达米亚人會玩的棋類有烏爾王族局戲。

### 婚礼与家庭
古代美索不达米亚人相信家庭对社会稳定是非常重要的。《汉谟拉比法典》中282条法令中有1/4是家庭法。在苏美尔语中，“爱”这个词是一个合成动词，其文字意义是“去丈量土地”，即“标识土地”，对于苏美尔人来说，爱的概念是与所有权和财产的概念密切相连的。婚姻来自于家庭代表的商议，可以是准新郎和准岳父之间，也可以是准新郎的父亲和准新娘的父亲之间。古美索不达米亚的婚姻开始于一份法律合同，新郎向新娘的父亲下聘礼而“买下”妻子，而这位父亲会让女儿拥有一份远超过聘礼的嫁妆而富有，书吏则用楔形文字记录下婚姻条款，经过双方家庭用滚筒印章签字后，由双方妥善保管。只有有契约的婚姻双方和他们的后代才受国家的法律保护。婚前的债务由双方各自承担，婚后产生的债务则共同承担。当时通常是一夫一妻制，但当妻子无法生育时，会例外允许丈夫娶第二任妻子，或用一名女奴来达到生育继承人的目的，但丈夫应在家庭中尊重和供养他的结发妻子。不过在亚述尔出土的文献清楚地表述：一位丈夫只要在官方证人的面前，剪掉他妻子衣服的一条边就可以离开她。在亚述，妻子不具有与丈夫同等的权力，这与巴比伦的习俗相反。

### 丧葬

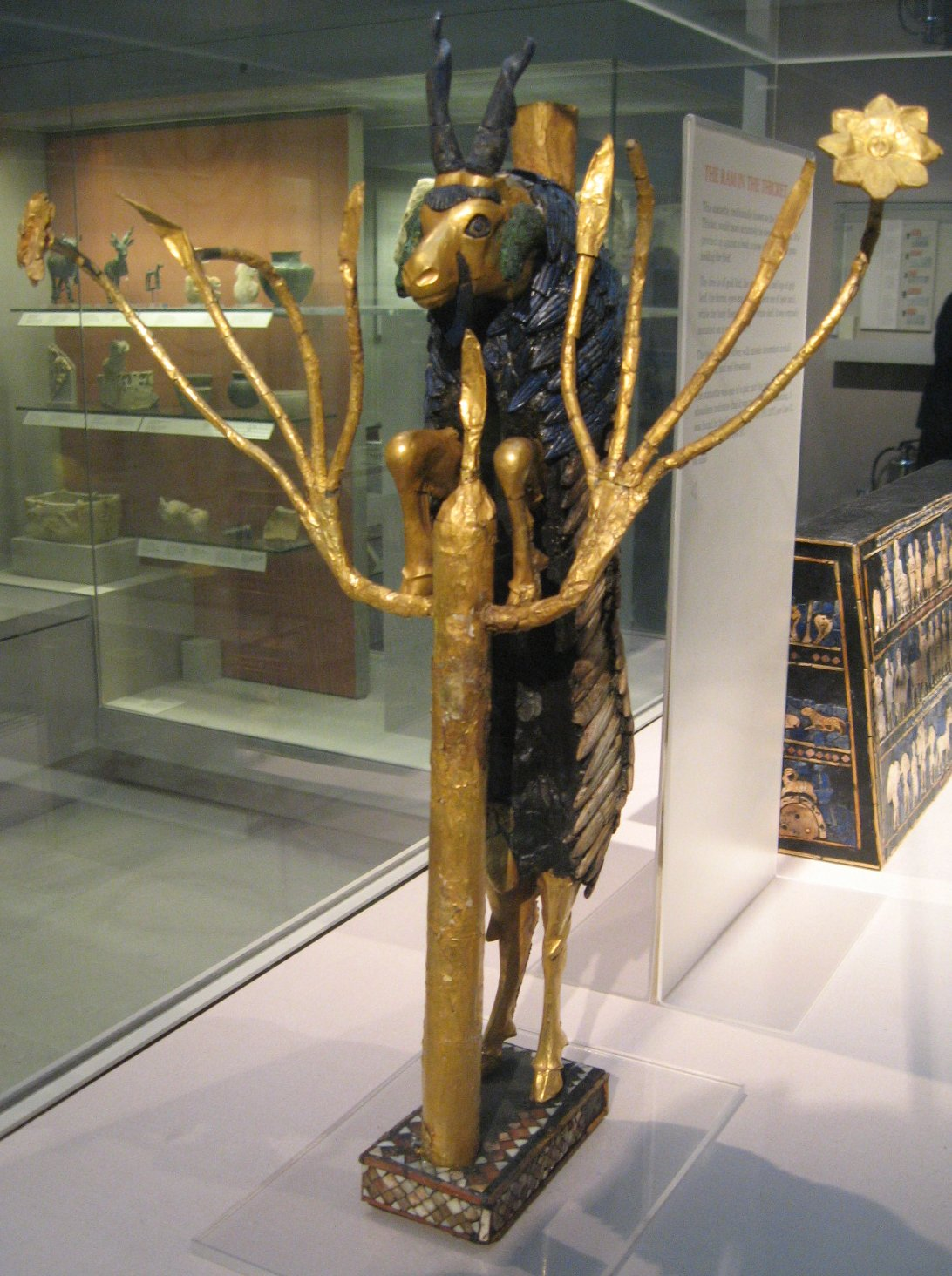
乌尔王陵 灌木丛中的山羊

在美索不达米亚，最常见的丧葬方式是土葬，但在乌尔、巴比伦、亚述等地也发现火化的骨骸，不过有学者认为这些是外来移民的火葬形式。在巴比伦、乌尔、尼普尔等地发现城市中较大的墓区，不过也有人们预先在城外选择墓地。苏美尔人有把死者埋在自家房下的习惯，亚述也同样的习俗。1989年，伊拉克考古学家在尼姆鲁德发现两处亚述时期王室的墓穴，墓葬主人为王后，有大量精美工艺品陪葬，在一处发现80件黄金饰品，总重约14千克，另一处可能是阿淑尔纳西尔帕二世王后的墓穴，其中有440件黄金工艺品，总重约23公斤，精巧优美的饰品让现代学者看到亚述君主的另一面，他们不仅是残忍而成功的斗士和帝国主义者，而且具有无穷的财富和高超的艺术鉴赏力。乌尔王陵是美索不达米亚文明的一处重要墓葬区，其年代为前第三千纪晚期，仅英国的伍莱爵士在此就发现1850处墓穴，其中王室墓穴16座，而其他被盗和被毁的可能约两倍于此。其不同寻常之处不仅在于多达2万多件文物的出土，而且发现用人陪葬。为乌尔国王和王后陪葬的人从4人到74人不等。陪葬的人主要为女性，衣着盛装，戴黄金和宝石镶嵌的头饰、项链、指环，身份分别为乐师、侍女或女仆；陪葬的男性则为卫兵和驭手，按发现人伍莱的说法现场没有暴力的痕迹，陪葬人应该是心甘情愿赴死。

## 美索不达米亚年代表
| 年代                     | 南方                           | 中部   | 北方             |
| ------------------------ | ------------------------------ | ------ | ---------------- |
| 史前时期或“早期文字”时期 |                                |        |                  |
| 前6500年-前4400年        | 欧贝德                         |        | 哈苏纳早期和中期 |
| 前6500年-前4400年        | 0                              |        |                  |
| 前6500年-前4400年        | 1                              | 萨迈拉 |                  |
| 前6500年-前4400年        | 2                              |        | 哈拉夫           |
| 前6500年-前4400年        | 3                              |        | 欧贝德北部早期   |
| 前6500年-前4400年        | 4                              |        | 欧贝德北部晚期   |
| 早文字时期               |                                |        |                  |
| 前4000年－前3100年       | 乌鲁克                         |        | 金石并用时代     |
| 前4000年－前3100年       | 早期                           |        |                  |
| 前4000年－前3100年       | 中期                           |        |                  |
| 前4000年－前3100年       | 晚期                           |        |                  |
| 前2900年-前2350年        | 早王朝                         |        |                  |
| 前2900年-前2350年        | 早王朝一期                     |        |                  |
| 前2900年-前2350年        | 早王朝二期                     |        |                  |
| 前2900年-前2350年        | 早王朝三期                     |        |                  |
| 历史或“文字”时期         |                                |        |                  |
| 前2334年－前2154年       | 阿卡德王朝                     |        |                  |
| 前2112年－前2004年       | 乌尔第三王朝                   |        |                  |
|                          |                                |        | 古亚述时期       |
| 前2017年-前1595年        | 伊辛－拉尔萨时期／古巴比伦王朝 |        |                  |
| 前1530年－前1155年       | 喀西特王朝                     |        | 米坦尼王国       |
|                          |                                |        | 中亚述时期       |
| 前1157年－前626年        | 后喀西特王朝时期               |        |                  |
|                          |                                |        | 新亚述时期       |
| 前625年－前539年         | 新巴比伦王朝                   |        |                  |
| 前538年-前331年          | 波斯阿赫美尼德王朝             |        |                  |

由于有一份公元前763年6月15日的亚述的日食记录，及关于亚述和巴比伦年代的联系文献，所以公元前1400年后的年代是可靠的。根据一份古巴比伦君王阿米·萨杜卡（前1646年－前1626年）统治时期的金星观测记录可以推定大致年代，但历史学家有高年表、中年表和低年表三种不同观点。高年表推断古巴比伦王朝结束为1651年，中年表推断为1595年，低年表推断为1531年，在这里使用的是多数关于美索不达米亚书籍的中年表，不过有很多证据支持低年表（甚至是极端的低年表）。

### 引用
1. ↑  中华世纪坛世界艺术馆 & 宾夕法尼亚大学考古和人类学博物馆 2007，第21頁
2. ↑  布朗1 2002，第77頁
3. ↑  中华世纪坛世界艺术馆 & 宾夕法尼亚大学考古和人类学博物馆 2007，第32,56頁
4. 1 2 3  中华世纪坛世界艺术馆 & 宾夕法尼亚大学考古和人类学博物馆 2007，第55頁
5. 1 2  于殿利 & 郑殿华 1998，第89頁
6. 1 2  于殿利 & 郑殿华 1998，第131-133頁
7. 1 2  布朗1 2002，第16頁
8. ↑  中华世纪坛世界艺术馆 & 宾夕法尼亚大学考古和人类学博物馆 2007，第37頁
9. ↑  于殿利 & 郑殿华 1998，第321頁
10. ↑  伯特曼 2009，第3頁
11. ↑  吴欣 2006，第11-12頁
12. ↑  吴欣 2006，第12頁
13. ↑  布朗1 2002，第5頁
14. ↑  伯特曼 2009，第5頁
15. ↑  中华世纪坛世界艺术馆 & 宾夕法尼亚大学考古和人类学博物馆 2007，第29頁
16. ↑  伯特曼 2009，第4頁
17. 1 2  布朗1 2002，第192頁
18. ↑  布朗1 2002，第84-86頁
19. ↑  布朗1 2002，第72-73頁
20. ↑  布朗1 2002，第64-65頁
21. ↑  布朗1 2002，第74,77頁
22. 1 2  布朗1 2002，第193頁
23. ↑  吴欣 2006，第19頁
24. ↑  布朗1 2002，第54頁
25. ↑  布朗1 2002，第55頁
26. ↑  吴欣 2006，第20頁
27. ↑  Bottero & Steve 2004，第105頁
28. ↑  伯特曼 2009，第81頁
29. ↑  布朗1 2002，第89頁
30. ↑  吴欣 2006，第22頁
31. 1 2 3  吴欣 2006，第23頁
32. ↑  布朗1 2002，第113頁
33. 1 2  布朗1 2002，第194頁
34. 1 2  伯特曼 2009，第176頁
35. ↑  吴欣 2006，第25頁
36. ↑  吴欣 2006，第24頁
37. ↑  伯特曼 2009，第82頁
38. ↑  吴欣 2006，第36頁
39. ↑  吴欣 2006，第31頁
40. 1 2 3  斯塔夫里阿诺斯 2006，第59頁
41. 1 2  布朗1 2002，第195頁
42. ↑  布朗1 2002，第131-132頁
43. ↑  刘卿子 2004，第22頁
44. ↑  吴欣 2006，第34-35頁
45. ↑  布朗1 2002，第132頁
46. ↑  罗世平 & 李建群 2010，第180-181頁
47. 1 2  伯特曼 2009，第83頁
48. ↑  布朗1 2002，第145-146頁
49. ↑  吴欣 2006，第53頁
50. ↑  1500年后，即前7世纪的亚述文书仍在抄录他的自述，出土的泥板书是这样写的“我母亲是一位大祭司，我不知道父亲是谁。母亲怀了我，偷偷将我生下。她把我放入用灯芯草编织的篮子里，用沥青封盖，随后把我抛入河中，但河水并未淹没我。”萨尔贡的生世与《圣经》中带领犹太人走出埃及的摩西，具有惊人的相似，因此引起学者的极大关注。布朗1 2002，第147頁
51. ↑  布朗1 2002，第148頁
52. ↑  布朗1 2002，第151-152頁
53. ↑  布朗1 2002，第157頁
54. ↑  布朗1 2002，第147-153,156頁
55. ↑  刘卿子 2004，第23頁
56. ↑  布朗1 2002，第153頁
57. ↑  布朗1 2002，第156頁
58. ↑  吴欣 2006，第60頁
59. ↑  中华世纪坛世界艺术馆 & 宾夕法尼亚大学考古和人类学博物馆 2007，第34頁
60. ↑  Bottero & Steve 2004，第116頁
61. ↑  罗世平 & 李建群 2010，第185頁
62. ↑  布朗1 2002，第166,168頁
63. ↑  古地亚—意为“被神召唤到统治地位的人”。布朗1 2002，第171頁
64. ↑  布朗1 2002，第171頁
65. ↑  布朗1 2002，第172頁
66. ↑  布朗1 2002，第173頁
67. 1 2  吴欣 2006，第63頁
68. ↑  吴欣 2006，第61頁
69. ↑  伯特曼 2009，第88頁
70. ↑  布朗1 2002，第177頁
71. 1 2  布朗1 2002，第177-178頁
72. 1 2  吴欣 2006，第68頁
73. ↑  布朗2 2002，第191-192頁
74. ↑  布朗2 2002，第15頁
75. ↑  布朗2 2002，第16頁
76. ↑  布朗2 2002，第59頁
77. ↑  布朗2 2002，第58-59頁
78. ↑  布朗2 2002，第62頁
79. 1 2  中华世纪坛世界艺术馆 & 宾夕法尼亚大学考古和人类学博物馆 2007，第36頁
80. ↑  布朗2 2002，第53頁
81. ↑  布朗2 2002，第17頁
82. ↑  布朗2 2002，第19-20頁
83. ↑  吴欣 2006，第69頁
84. ↑  刘卿子 2004，第21頁
85. ↑  布朗2 2002，第42頁
86. ↑  布朗2 2002，第42,193頁
87. 1 2  伯特曼 2009，第85頁
88. ↑  布朗2 2002，第43頁
89. ↑  布朗2 2002，第36-42頁
90. ↑  布朗2 2002，第64頁
91. 1 2  布朗2 2002，第65頁
92. ↑  布朗2 2002，第67頁
93. ↑  布朗2 2002，第70頁
94. ↑  布朗2 2002，第71頁
95. 1 2  布朗2 2002，第83頁
96. 1 2  布朗2 2002，第194頁
97. ↑  布朗2 2002，第98,114頁
98. ↑  布朗2 2002，第116頁
99. ↑  布朗2 2002，第120-121頁
100. ↑  布朗2 2002，第124-133頁
101. ↑  布朗2 2002，第114-132頁
102. ↑  布朗2 2002，第128，133頁
103. 1 2 3  布朗2 2002，第195頁
104. ↑  布朗2 2002，第135頁
105. 1 2  布朗2 2002，第155頁
106. ↑  布朗2 2002，第163頁
107. ↑  伯特曼 2009，第310-311頁
108. ↑  布朗2 2002，第165，167頁
109. ↑  布朗2 2002，第172頁
110. ↑  布朗2 2002，第176頁
111. ↑  布朗2 2002，第177頁
112. 1 2  布朗2 2002，第179頁
113. ↑  布朗2 2002，第196頁
114. ↑  布朗2 2002，第197頁
115. ↑  布朗2 2002，第170，172頁
116. ↑  萊斯莉 2010，第85頁
117. ↑  弗蘭克 2009，第114、124頁
118. ↑  伯特曼 2009，第87頁
119. ↑  Bottero & Steve 2003，第16頁
120. ↑  Bottero & Steve 2004，第20-22頁
121. ↑  Bottero & Steve 2004，第65頁
122. ↑  Bottero & Steve 2004，第68-69頁
123. ↑  布朗1 2002，第16-17頁
124. ↑  Bottero & Steve 2004，第45-47頁
125. ↑  Bottero & Steve 2004，第86-87頁
126. ↑  Bottero & Steve 2004，第89-92頁
127. ↑  Bottero & Steve 2004，第113頁
128. ↑  Bottero & Steve 2004，第114頁
129. ↑  Bottero & Steve 2004，第126頁
130. ↑  于殿利 & 郑殿华 1998，第36頁
131. ↑  于殿利 & 郑殿华 1998，第37頁
132. ↑  于殿利 & 郑殿华 1998，第67頁
133. ↑  于殿利 & 郑殿华 1998，第71-72頁
134. ↑  于殿利 & 郑殿华 1998，第43頁
135. ↑  于殿利 & 郑殿华 1998，第61-62頁
136. ↑  于殿利 & 郑殿华 1998，第62頁
137. ↑  于殿利 & 郑殿华 1998，第63頁
138. ↑  于殿利 & 郑殿华 1998，第49-53，72-73頁
139. ↑  中华世纪坛世界艺术馆 & 宾夕法尼亚大学考古和人类学博物馆 2007，第58頁
140. ↑  伯特曼 2009，第172頁
141. ↑  于殿利 & 郑殿华 1998，第107-108頁
142. ↑  于殿利 & 郑殿华 1998，第110-116頁
143. ↑  于殿利 & 郑殿华 1998，第108頁
144. ↑  于殿利 & 郑殿华 1998，第121頁
145. ↑  于殿利 & 郑殿华 1998，第123頁
146. ↑  于殿利 & 郑殿华 1998，第126頁
147. ↑  布朗2 2002，第30-31頁
148. ↑  于殿利 & 郑殿华 1998，第187-188頁
149. ↑  伯特曼 2009，第103頁
150. ↑  中华世纪坛世界艺术馆 & 宾夕法尼亚大学考古和人类学博物馆 2007，第41頁
151. 1 2  吴欣 2006，第76頁
152. ↑  布朗2 2002，第68-69頁
153. ↑  布朗2 2002，第69頁
154. ↑  布朗2 2002，第69-70頁
155. ↑  伯特曼 2009，第401頁
156. ↑  伯特曼 2009，第402頁
157. ↑  羅伯特 2009，第40頁
158. ↑  伯特曼 2009，第403頁
159. ↑  伯特曼 2009，第403-404頁
160. ↑  伯特曼 2009，第406頁
161. ↑  羅伯特 2009，第98頁
162. ↑  伯特曼 2009，第407-408頁
163. ↑  羅伯特 2009，第99頁
164. ↑  罗世平 & 李建群 2010，第189頁
165. ↑  伯特曼 2009，第378頁
166. ↑  伯特曼 2009，第376-377頁
167. ↑  伯特曼 2009，第379頁
168. ↑  张健 & 袁圆 2008，第164頁
169. ↑  张健 & 袁圆 2008，第165-166頁
170. ↑  于殿利 & 郑殿华 1998，第93頁
171. ↑  于殿利 & 郑殿华 1998，第92頁
172. ↑  于殿利 & 郑殿华 1998，第97頁
173. 1 2 3  中华世纪坛世界艺术馆 & 宾夕法尼亚大学考古和人类学博物馆 2007，第159頁
174. ↑  张健 & 袁圆 2008，第173頁
175. ↑  张健 & 袁圆 2008，第174-175頁
176. ↑  张健 & 袁圆 2008，第176-177頁
177. ↑  张健 & 袁圆 2008，第178頁
178. ↑  于殿利 & 郑殿华 1998，第130-131頁
179. ↑  于殿利 & 郑殿华 1998，第148-153頁
180. ↑  于殿利 & 郑殿华 1998，第146-147頁
181. ↑  于殿利 & 郑殿华 1998，第156頁
182. ↑  于殿利 & 郑殿华 1998，第156-158頁
183. ↑  于殿利 & 郑殿华 1998，第288頁
184. 1 2  于殿利 & 郑殿华 1998，第289頁
185. ↑  于殿利 & 郑殿华 1998，第291-292頁
186. ↑  于殿利 & 郑殿华 1998，第293-298頁
187. ↑  伯特曼 2009，第333頁
188. ↑  于殿利 & 郑殿华 1998，第295頁
189. ↑  吴欣 2006，第66頁
190. ↑  吴欣 2006，第73頁
191. ↑  中华世纪坛世界艺术馆 & 宾夕法尼亚大学考古和人类学博物馆 2007，第146-147頁
192. ↑  布朗2 2002，第96-99頁
193. ↑  吴欣 2006，第27頁
194. ↑  于殿利 & 郑殿华 1998，第304-305頁
195. ↑  于殿利 & 郑殿华 1998，第307-310頁
196. ↑  于殿利 & 郑殿华 1998，第312頁
197. ↑  于殿利 & 郑殿华 1998，第315頁
198. ↑  于殿利 & 郑殿华 1998，第316-319頁
199. ↑  于殿利 & 郑殿华 1998，第320-322頁
200. ↑  于殿利 & 郑殿华 1998，第322頁
201. ↑  于殿利 & 郑殿华 1998，第321，323頁
202. ↑  布朗2 2002
203. ↑  于殿利 & 郑殿华 1998，第329頁
204. ↑  于殿利 & 郑殿华 1998，第311-312頁
205. ↑  于殿利 & 郑殿华 1998，第334-340頁
206. ↑  于殿利 & 郑殿华 1998，第335-336頁
207. ↑  于殿利 & 郑殿华 1998，第334-335,338-339頁
208. ↑  于殿利 & 郑殿华 1998，第343-345頁
209. ↑  于殿利 & 郑殿华 1998，第348頁
210. ↑  张健 & 袁圆 2008，第268頁
211. ↑  张健 & 袁圆 2008，第269頁
212. ↑  在亚述，猪作为食腐动物在街上游荡，成为城市垃圾处理中最便利的一环，亚述人先前食用猪肉，但前1400年一条禁食猪肉禁忌逐步发展起来，可能是因为受感染的猪肉引起的旋毛虫病引起的，这条禁忌为该地区和其他地方的穆斯林所遵从。布朗2 2002，第73頁
213. ↑  于殿利 & 郑殿华 1998，第267-268頁
214. ↑  于殿利 & 郑殿华 1998，第271-172頁
215. ↑  布朗1 2002，第22-23頁
216. ↑  于殿利 & 郑殿华 1998，第272頁
217. ↑  张健 & 袁圆 2008，第272-273頁
218. ↑  于殿利 & 郑殿华 1998，第282頁
219. ↑  伯特曼 2009，第419頁
220. ↑  伯特曼 2009，第420頁
221. ↑  伯特曼 2009，第420-421頁
222. ↑  伯特曼 2009，第422-423頁
223. ↑  布朗2 2002，第78頁
224. ↑  张健 & 袁圆 2008，第282頁
225. ↑  于殿利 & 郑殿华 1998，第279頁
226. ↑  布朗2 2002，第93-95頁
227. ↑  中华世纪坛世界艺术馆 & 宾夕法尼亚大学考古和人类学博物馆 2007，第143-144頁
228. ↑  中华世纪坛世界艺术馆 & 宾夕法尼亚大学考古和人类学博物馆 2007，第147-148頁
229. ↑  中华世纪坛世界艺术馆 & 宾夕法尼亚大学考古和人类学博物馆 2007，第152頁
230. ↑  中华世纪坛世界艺术馆 & 宾夕法尼亚大学考古和人类学博物馆 2007，第27-28頁

## 外部連結
- .   [2011-02-13]. （原始内容存档于2011-03-07） （中文）.
- .   [2011-01-05]. （原始内容存档于2011-09-05） （中文）.
- .   [2011-01-05]. （原始内容存档于2013-07-29） （中文）.
- 文明史（一）埃及和两河流域的文明（页面存档备份，存于）
- 美索不达米亚（页面存档备份，存于）